# Список кавалеров ордена Святого апостола Андрея Первозванного (Российская империя)
Список кавалеров Ордена Св. Андрея Первозванного включает награждённых кавалеров по царствованиям.

## Царствование Петра I
1. 10 марта 1699 — Головин, Фёдор Алексеевич, ближний боярин, генерал-адмирал, фельдмаршал
2. 8 февраля 1700 — Мазепа, Иван Степанович, гетман Войска Запорожского[Комм. 1]
3. июнь 1701 — Принцен, Марквард Людвиг фон, бранденбургский чрезвычайный посланник. Умер 18 ноября 1725 года
4. 30 декабря 1701 — Шереметев, Борис Петрович, боярин и кавалер Мальтийского ордена
5. 1703 — Константин Брынковяну, господарь Валахии (награждён тайно)
6. 7 мая 1703 — Бейхлинг, Вольф Дитрих (Бейхлинген), рейхсграф, саксонский канцлер.
7. 10 мая 1703 — Пётр I, российский царь, получил орден в качестве капитана бомбардирской роты
8. 10 мая 1703 — Меншиков, Александр Данилович, шлиссельбургский и шлотбургский губернатор и поручик бомбардирской роты
9. 17 мая 1703 — Головкин, Гавриил Иванович, комнатный
10. 1703 — Чамберс, Иван Иванович (Чемберс), генерал-поручик[Комм. 2]
11. 1 октября 1703 — Пфлуг, Август Фердинанд фон, граф, саксонский первый министр и тайный советник
12. 1703 — Ламбер де Герен, Жозеф Гаспар, генерал-инженер, родом француз[Комм. 3]
13. 29 августа 1708 — Голицын, Михаил Михайлович, князь, генерал-майор
14. 27 июня 1709 — Репнин, Аникита Иванович, князь, генерал
15. 27 июня 1709 — Брюс, Яков Вилимович, генерал-фельдцейхмейстер
16. 27 июня 1709 — Алларт, Людвиг Николай, барон, генерал-аншеф
17. 27 июня 1709 — Ренцель, Самуил, генерал-лейтенант российской службы
18. 27 июня 1709 — граф Флемминг, Якоб Генрих фон (1667—1728), польский генерал-фельдмаршал и саксонский министр[Комм. 4]
19. 7 октября 1709 — Долгоруков, Григорий Фёдорович, князь, действительный тайный советник и чрезвычайный посол
20. 9 (20) апреля 1710 — Фицтум фон Экстедт, Фридрих, граф, польско-саксонский посланник в России (1675—1726)
21. 14 июня 1710 — Апраксин, Фёдор Матвеевич, граф, генерал-адмирал, действительный тайный советник, государственной адмиралтейской коллегии президент и княжества Эстляндского генерал-губернатор[Комм. 5]
22. 1710 — Голицын, Пётр Алексеевич, князь.
23. 25 июля 1711 — Ренне, Карл Эвальд, генерал-аншеф[Комм. 6]
24. 12 октября 1711 — Фирштемберг Антон Иоганн, князь, саксонский штатгальтер. Умер 10 октября 1716 года
25. 14 октября 1711 — Алексей Петрович, государь царевич
26. 14 октября 1711 — Людвиг-Рудольф, герцог Брауншвейг-Вольфенбюттельский и Бланкенбургский. Умер 1 марта 1735 года[Комм. 7]
27. 1711 — Долгоруков, Василий Владимирович, князь, генерал-поручик, гвардии Семёновского полка подполковник
28. 30 ноября 1712 — Август II, король Речи Посполитой
29. 7 февраля 1713 — Фредерик IV, король датский
30. 9 сентября 1714 — Вейде, Адам Адамович, генерал-аншеф
31. 1715 — Пётр Петрович (царевич)
32. 8 апреля 1716 — герцог Карл Леопольд Мекленбург-Шверинский
33. март 1717 — Куракин, Борис Иванович, князь, тайный советник и посол в Голландии, а потом во Франции.
34. 18 июня 1717 — Людовик XV, король Франции
35. февраль 1718 — Толстой, Пётр Андреевич, действительный тайный советник и президент коммерц-коллегии
36. 1 августа 1718 — Грумбков, Фридрих Вильгельм, прусский генерал-лейтенант и тайный советник
37. 1 января 1719 — Головин, Автомон Михайлович, генерал от инфантерии
38. 30 мая 1719 — Шафиров, Пётр Павлович, барон, подканцлер и тайный советник[Комм. 8]
39. 9 августа 1722 — герцог Карл Фридрих Гольштейн-Готторпский
40. 11 июля 1724 — Ягужинский, Павел Иванович, генерал-лейтенант и генерал-прокурор
41. 10 сентября 1724 — Де Боннак, Жан Луи д’Юссон, маркиз, французский посол в Турции

## Царствование Екатерины I
1. 25 марта 1725 — Екатерина I, императрица
2. 21 мая 1725 — Бутурлин, Иван Иванович, генерал и подполковник гвардии Преображенского полка[Комм. 9]
3. 21 мая 1725 — Бассевич (Бассевиц), Генрих Фридрих младший, граф, голштинский первый министр и обер-гофмаршал
4. 30 ноября 1725 — Цедергельм, Йозеф, барон, шведский полномочный посол в России
5. 30 ноября 1725 — Ромодановский, Иван Фёдорович, князь, действительный тайный советник, а потом генерал-губернатор в Москве
6. 6 января 1726 — Мардефельд, Густав фон, барон, прусский в России чрезвычайный посланник
7. 22 марта 1726 — Сапега, Ян Казимир, граф, генерал-фельдмаршал
8. 18 июля 1726 — Вахтанг Леонович, царь грузинский
9. 30 ноября 1726 — Пётр Алексеевич, великий князь, будущий император Пётр II
10. 30 ноября 1726 — Карл-Август, Голштинский принц (1706—1727), Любекский епископ
11. 30 ноября 1726 — граф Амадеус де Бюсси-Рабютен, австрийско-цесарский посол в России
12. 1 января 1727 — Голицын, Дмитрий Михайлович, князь, действительный тайный советник и сенатор[Комм. 10]
13. 1 января 1727 — Остерман, Андрей Иванович (Фридрих-Андрей), барон, действительный тайный советник, вице-канцлер, обер-гофмейстер

## Царствование Петра II
1. 25 мая 1727 — Меншиков, Александр Александрович, князь, обер-камергер, был награждён в тринадцатилетнем возрасте, в день обручения императора с сестрой его княжной Марьей Александровной[Комм. 11]
2. сентябрь 1727 — Адольф Фредрик, принц Голштейн-Готторпский (в дальнейшем — шведский король).
3. 12 октября 1727 — Долгоруков, Алексей Григорьевич, князь, действительный статский, потом вскоре действительный тайный советник и Верховного тайного совета член[Комм. 12]
4. 11 февраля 1728 — Долгоруков, Иван Алексеевич, князь, обер-камергер и гвардии Преображенского полка майор[Комм. 13]
5. 17 марта 1728 — Якобо Франциско, герцог де Лириа. Испанский в России посол и полномочный министр, он же герцог де Бервик. Умер в октябре 1738 года

## Царствование Анны Иоанновны
1. 14 февраля 1730 — Анна Иоанновна, императрица
2. 22 марта 1730 — Черкасский, Алексей Михайлович, князь, действительный тайный советник, бывший потом член кабинета и великий канцлер
3. 30 марта 1730 — Салтыков, Семён Андреевич, генерал-аншеф, генерал-адъютант, лейб-гвардии Преображенского полка полковник и обер-гофмейстер
4. 26 апреля 1730 — Трубецкой, Иван Юрьевич, князь, генерал-фельдмаршал и сенатор
5. 17 мая 1730 — Вратислав фон Дмитрович, Франц Карл (Франц фон Вратислав; Вратиславский), граф, австрийско-цесарский в России полномочный министр. Умер в 1750 году
6. 19 июня 1730 — Бракель барон Казимир Христофор, действительный тайный советник и курляндский ланд-гофмейстер
7. 2 августа 1730 — Потоцкий, Антоний, граф, литовский подстолий.
8. 1 октября 1730 — Бирон, Эрнст Иоганн, граф, обер-камергер (бывший потом курляндский герцог и регент Российской империи)[Комм. 14]
9. 28 апреля 1731 — Миних, Бурхард Кристоф, граф, генерал-фельдцейхмейстер[Комм. 15]
10. 28 апреля 1731 — Головкин, Михаил Гаврилович, граф, тайный советник и сенатор; бывший потом действительный тайный советник, а с 10 ноября 1740 года вице-канцлер[Комм. 16]
11. 28 апреля 1731 — Левенвольде, Рейнгольд Густав фон, граф, обер-гофмаршал[Комм. 17]. Умер в 1758 году
12. 6 августа 1732 — Потоцкий, Франциск Игнатий, граф, польский бельский староста
13. 1733 — Рагузинский, Савва Лукич, граф[Комм. 18]
14. 1 сентября 1733 — Вейсбах, Иоганн Бернгард, граф, богемский генерал-аншеф в российской службе. Умер 24 августа 1735 года
15. 21 декабря 1733 — Лёвенвольде, Карл Густав фон, граф, генерал-поручик, генерал-адъютант и гвардии Измайловского полка полковник
16. 10 февраля 1734 — Людовик Вильгельм, принц Гессен-Гомбургский, генерал-лейтенант, гвардии майор, генерал-фельдцейхмейстер
17. 26 мая 1736 — Август III, король польский.
18. 26 мая 1736 — Сулковский, Александр Юзеф, граф, польско-саксонский кабинет-министр, потом имперский князь[Комм. 19]. Умер 25 мая 1762 года.
19. 26 мая 1736 — Брюль, Генрих фон, граф, польско-саксонский первый кабинет-министр[Комм. 20].
20. 5 марта 1737 — Ласси, Пётр Петрович, генерал-фельдмаршал и лифляндский генерал-губернатор
21. 28 ноября 1738 — Антон Ульрих Брауншвейгский, с 1732 года в российской службе генерал-майор и гвардии майор
22. 19 июня 1739 — Франсуа Арман д’Юссон, маркиз де Боннак, генерал-лейтенант французской службы[Комм. 21]
23. 14 февраля 1740 — Бирон, Пётр Эрнст, принц курляндский, конной гвардии подполковник[Комм. 22]. Умер в 1800 году.
24. 14 февраля 1740 — Бирон, Карл Эрнст принц, бывший российской службы генерал-лейтенант[Комм. 23]
25. 15 марта 1740 — Вильнёв, Людовик, маркиз, французский в Константинополе посол, к коему сей орден был послан с советником канцелярии Андреяном Неплюевым. Умер 18 июня 1745 года

## Царствование Ивана VI
1. 17 октября 1740 — Иоанн Антонович, принц, по кончине императрицы Анны Иоанновны в младенчестве провозглашённый российским императором под именем Иоанна VI
2. 10 ноября 1740 — Анна Леопольдовна, принцесса, отрешив герцога Бирона от регентства и объявив себя правительницей, по причине малолетства сына её Иоанна Антоновича, сама надела на себя орден Святого Андрея
3. 10 ноября 1740 — Ушаков, Андрей Иванович, генерал-аншеф, сенатор, гвардии Семёновского полка подполковник и генерал-адъютант[Комм. 24]
4. 10 ноября 1740 — Куракин, Александр Борисович, князь, обер-шталмейстер, сенатор и камергер[Комм. 25] Умер 2 октября 1749 года.
5. 10 ноября 1740 — Головин, Николай Фёдорович, граф, адмирал. Умер в Гамбурге 26 июля 1745 года
6. 27 ноября 1740 — Головкин, Александр Гаврилович, граф, действительный тайный советник и полномочный в Голландии посол[Комм. 26]. Умер в 1762 году
7. 19 января 1741 — Брюль, Иоганн Адольф фон, саксонский обер-шталмейстер, брат первого министра короля польского. Умер 26 декабря 1742 года.
8. 13 июля 1741 — Людвиг Эрнст, герцог Брауншвейг-Беверн-Люнебургский (брат генералиссимуса, герцога Антона Ульриха); 16 июня сего года он был избран в курляндские герцоги[Комм. 27]. Умер 25 сентября 1788 года
9. 13 июля 1741 — Линар, Мориц-Карл, граф, польско-саксонский министр в России, а потом президент оберамтского правления в нижней Лузации[Комм. 28]. Умер 24 апреля 1768 года
10. 13 июля 1741 — Рекс, Карл Август фон, граф, польско-саксонский действительный тайный советник и конференц-министр[Комм. 29] Умер 15 сентября 1768 года

## Царствование Елизаветы Петровны
Императорская фамилия
1. 25 ноября 1741 — Елизавета Петровна, императрица, в самый день вступления на всероссийский престол возложила на себя сей орден
2. 5 февраля 1742 — Карл Пётр Ульрих, владетельный герцог Голштейн-Готторпский, будущий император Всероссийский Пётр III
3. 25 сентября 1754 — Павел Петрович, великий князь, государь цесаревич

Подданные российской короны
1. 25 ноября 1741 — Чернышёв, Григорий Петрович, генерал-аншеф и сенатор
2. 25 ноября 1741 — Левашов, Василий Яковлевич, генерал-аншеф
3. 25 ноября 1741 — Румянцев, Александр Иванович, генерал-аншеф и гвардии подполковник
4. 30 ноября 1741 — Бестужев-Рюмин, Алексей Петрович, граф, действительный тайный советник и вице-канцлер, бывший потом великий канцлер[Комм. 30]
5. 25 апреля 1742 — Долгоруков, Василий Владимирович, князь[Комм. 31]
6. 25 апреля 1742 — Салтыков, Василий Фёдорович, генерал-аншеф и генерал-адъютант
7. 25 апреля 1742 — Разумовский, Алексей Григорьевич, обер-егермейстер, камергер, лейб-компании капитан-поручик
8. 25 апреля 1742 — Бестужев-Рюмин, Михаил Петрович, граф, действительный тайный советник и обер-гофмаршал.
9. 25 апреля 1742 — Трубецкой, Никита Юрьевич, князь, действительный тайный советник, генерал-прокурор
10. 25 апреля 1742 — Нарышкин, Александр Львович, действительный тайный советник и сенатор
11. 25 ноября 1742 — Миних, Христиан Вильгельм фон, барон, действительный тайный советник и обер-гофмейстер, брат генерал-фельдмаршала
12. 30 ноября 1742 — Бакар Вахтангович, царевич грузинский, артиллерии генерал-лейтенант
13. 7 декабря 1742 — Кейт, Яков Вилимович, русской службы генерал и лейб-гвардии подполковник (впоследствии прусской службы генерал-фельдмаршал)
14. 25 апреля 1743 — Шепелев, Дмитрий Андреевич, генерал-аншеф и гофмаршал
15. 2 июля 1746 — Голицын, Михаил Михайлович, князь, адмирал
16. 5 сентября 1751 — Разумовский, Кирилл Григорьевич, граф, гетман малороссийский
17. 5 сентября 1751 — Бутурлин, Александр Борисович, генерал-аншеф
18. 5 сентября 1751 — Воронцов, Михаил Илларионович, граф, вице-канцлер
19. 5 сентября 1751 — Юсупов, Борис Григорьевич, князь, действительный тайный советник, сенатор, главный директор кадетского сухопутного шляхетного корпуса и действительный камергер.
20. 5 сентября 1751 — Апраксин, Степан Фёдорович, генерал-аншеф
21. 18 декабря 1753 — Шувалов, Александр Иванович, граф, генерал-аншеф
22. 18 декабря 1753 — Шувалов, Пётр Иванович, граф, генерал-аншеф
23. 18 декабря 1753 — Кейзерлинг, Герман Карл фон, граф, действительный тайный советник
24. 25 ноября 1758 — Салтыков, Пётр Семёнович, граф, генерал-аншеф
25. 25 ноября 1758 — Фермор, Виллим Виллимович, граф, генерал-аншеф
26. 25 ноября 1758 — Броун, Юрий Юрьевич, генерал-аншеф и рижский генерал-губернатор
27. 2 июля 1760 — Мишуков, Захар Данилович, адмирал.
28. 16 августа 1760 — Нарышкин, Семён Кириллович, генерал-аншеф, обер-егермейстер и камергер
29. 16 августа 1761 — Сумароков, Пётр Спиридонович, генерал-аншеф, обер-шталмейстер и камергер

Иностранные подданные
1. 25 апреля 1742 — Брюммер, Отто Фридрих фон[вд] (нем. Otto Friedrich von Brümmer), граф, голштинский обер-гофмаршал. Умер 14 марта 1752 года.
2. 30 июня 1742 — Любомирский, Антон Бенедикт Константин, князь, польский староста казимирский
3. 30 июня 1742 — Мнишек, Юзеф Вандалин, граф, литовский надворный маршал
4. 21 августа 1742 — Шетарди, Жак-Иоахим Тротти, маркиз, французский в России посол[Комм. 32]. Умер 1 января 1758 года
5. 20 сентября 1742 — Потоцкий, Юзеф, польский коронный гетман. Умер 19 мая 1751 года
6. 10 января 1743 — Фридрих II (король Пруссии)
7. 10 мая 1743 — Брюль, Фридрих Вильгельм, польский действительный тайный советник[Комм. 33] Умер 23 августа 1760 года
8. 16 мая 1743 — Геннике, Иоганн Кристиан фон, барон, польский действительный тайный советник и конференц-министр, бывший потом графом. Умер в 1753 году.
9. 3 августа 1743 — Фридрих Август, Голштейн-Готторпский принц, а потом герцог, коадъютор любского епископства и дядя великого князя Петра Феодоровича, к коему орден сей послан с камергером Корфом. Скончался в 1785 году
10. 15 июля 1744 — Георг-Людвиг, принц Шлезвиг-Голштинский, прусской службы генерал-майор, а потом российский генерал-фельдмаршал с титулом Высочества, двоюродный дядя великого князя Петра Феодоровича, бывшего потом императора. Скончался 7 сентября 1763 года
11. 15 июля 1744 — Фридрих Август, наследный принц Ангальт-Цербстский, родной брат (бывшей тогда великой княгиней) императрицы Екатерины II. Скончался бездетным в марте 1793 года
12. 30 июня 1745 — Седеркрёйц, Герман фон, барон, шведский чрезвычайный посол в России, а потом граф. Умер в 1754 году.
13. 30 июня 1745 — Луи д’Уссон де Бонак, граф д’Алион, чрезвычайный посол в России
14. 16 сентября 1745 — Фридрих Христиан Леопольд, саксонский курпринц
15. 24 апреля 1746 — Эрталь, Филипп Христофор фон, тайный советник, бывший на имперском сейме конференц-министром майнским[Комм. 34]. Умер в 1748 году.
16. 24 апреля 1746 — Иоганн Фридрих фон Шёнберг[вд] (нем. Johann Friedrich von Schönberg (1691—1762)), граф, тайный советник, бывший на имперском сейме конференц-министром саксонским[Комм. 35] Умер 7 марта 1762 года
17. 24 апреля 1746 — Лос, Кристиан фон, граф, тайный советник, бывший на имперском сейме конференц-министром саксонским[Комм. 36] Умер 22 августа 1770 года
18. 24 апреля 1746 — Претлак, Иоганн Франц фон, барон, австрийско-цесарский генерал-фельдмаршал-лейтенант и полномочный в России посол. Умер 15 ноября 1767 года
19. 5 июня 1747 — Фицтум фон Экстедт, Людвиг Зигфрид, граф, польско-саксонский действительный тайный советник и бывший посол в России, а потом в Баварии и Франции
20. 24 июля 1747 — Чарторыйский, Август Александр, князь, воевода русский (в Польше)
21. 30 октября 1749 — Христиан Людвиг, герцог Мекленбург-Стрелицкий. Умер 30 мая 1756 года
22. 30 июля 1752 — Любрас, Иоганн Людвиг, барон, генерал-аншеф. Умер в апреле 1752 года
23. 8 марта 1754 — Чарторыйский, Фридрих Михаил, князь, литовский канцлер. Умер в 1775 году
24. 8 марта 1754 — Вольферсдорф, Карл Людвиг фон, граф, саксонский обер-егермейстер
25. 1 января 1755 — Лезер, Ганс фон, граф, польско-саксонский действительный тайный советник и конференц-министр
26. 1 января 1755 — Арним, Карл Сигизмунд (нем. Carl Sigismund von Arnim), польско-саксонский генерал от кавалерии. Умер в 1773 году
27. 30 ноября 1755 — Эстергази, Николай, граф, австрийско-цесарский в России посол, действительный тайный советник, короны венгерской хранитель и камергер.
28. 5 июня 1757 — Флемминг, Георг, граф, литовский подскарбий. Умер в 1771 году
29. 5 июня 1757 — Сапега, Пётр Павел, граф, литовский подканцлер, воевода смоленский
30. 15 мая 1758 — Радзивилл, Михаил Казимир, князь, литовский гетман. Умер 22 мая 1762 года
31. 15 мая 1758 — Браницкий, Ян Клеменс, граф, польский коронный великий ловчий, потом гетман и кастелян краковский. Умер 9 октября 1771 года
32. 2 июля 1758 — Карл, курпринц саксонский. При отбытии из Петергофа в Варшаву, а оттуда в армию российскую, дан ему сей орден, украшенный бриллиантами
33. 25 ноября 1758 — Беллегард, Иоганн Франц (1707—1769), граф, польско-саксонский действительный тайный советник и генерал-лейтенант.
34. 2 января 1760 — Карл Филипп Франц, владетельный князь Гогенлоэ-Бартенштейна (1702—1763), австрийский действительный тайный советник и имперский камеральный судья вецларского суда — за добрые его к российскому двору в Священно-Римской империи подвиги. Умер 1 марта 1763 года
35. 2 января 1760 — Пётр Август Фридрих, принц Гольштейн-Бекский, генерал-аншеф и губернатор ревельский, а потом генерал-фельдмаршал. Умер в марте 1775 года
36. 27 июня 1760 — Сулковский, Август, князь, австрийский, действительный тайный советник, камергер, староста новодворский
37. 6 августа 1760 — Биберштейн, Карл Леонард Маршал фон (нем. Carl Leonhard Marschall von Bieberstein), барон, польский тайный советник, потом действительный тайный советник и польский генерал-почтмейстер
38. 1760 — Теймураз II, Царь Картли

## Царствование Петра III
1. 26 декабря 1761 — Воронцов, Роман Илларионович, граф, генерал-аншеф, сенатор и камергер
2. 26 декабря 1761 — Корф, Николай Андреевич, барон, генерал-аншеф, сенатор, генерал-полицмейстер и камергер
3. 26 декабря 1761 — Бредаль, Пётр Петрович (младший), голштинский обер-егермейстер, сын бывшего российской службы адмирала Петра Бредаля
4. 27 декабря 1761 — Скавронский, Мартын Карлович, граф, генерал-аншеф и обер-гофмейстер
5. 27 декабря 1761 — Шереметев, Пётр Борисович, граф, генерал-аншеф и обер-камергер
6. 27 декабря 1761 — Чернышёв, Пётр Григорьевич, граф, действительный тайный советник и сенатор, бывший чрезвычайным посланником при дворах: датском, прусском, английском и полномочным послом при французском. Умер 20 августа 1773 года, на 63 году от рождения
7. февраль 1762 — Карл Людвиг, герцог Гольштейн-Бекский, генерал-фельдмаршал российской службы. Умер 22 сентября 1774 года
8. 9 февраля 1762 — Девиер, Пётр Антонович, граф, генерал-аншеф
9. 9 февраля 1762 — Румянцев, Пётр Александрович, граф, генерал-аншеф, сенатор
10. 9 февраля 1762 — Вильбоа, Александр Никитич, генерал-фельдцейхмейстер и инженерного корпуса генерал-директор
11. 9 февраля 1762 — Нарышкин, Александр Александрович, обер-шенк. Умер 21 мая 1795 года
12. 24 марта 1762 — Бирон, Эрнст Иоганн, герцог Курляндский[Комм. 37]
13. 2 мая 1762 — Панин, Никита Иванович, действительный тайный советник и камергер
14. 2 мая 1762 — Чарторыйский, Адам Казимир, князь, австрийской службы генерал-фельдмаршал
15. 9 июня 1762 — Нарышкин, Лев Александрович, генерал-поручик и шталмейстер

## Царствование Екатерины II
Императорская фамилия
1. 28 июня 1762 — Екатерина II, императрица, при вступлении своём на всероссийский престол, как гроссмейстер всех российских орденов, возложила на себя и сей орден
2. 20 декабря 1777 — Александр Павлович, великий князь
3. 5 мая 1779 — Константин Павлович, великий князь
4. 6 июля 1796 — Николай Павлович, великий князь, Его императорское Высочество, государь

Подданные российской короны
1. 28 июня 1762 — Талызин, Иван Лукьянович, адмирал
2. август 1762 — Неплюев, Иван Иванович, действительный тайный советник и сенатор
3. 22 сентября 1762 — Голицын, Александр Михайлович, князь
4. 22 сентября 1762 — Шаховской, Яков Петрович, князь, действительный тайный советник и генерал-прокурор
5. 22 сентября 1762 — Чернышёв, Захар Григорьевич, граф, генерал-аншеф
6. 22 сентября 1762 — Голицын, Алексей Дмитриевич, князь, действительный тайный советник. Умер 29 января 1768 года
7. 1763 — Орлов, Григорий Григорьевич, граф, генерал-аншеф и камергер
8. 1763 — Корф, Иоганн Альбрехт, русский дипломат, президент Петербургской академии наук
9. 1 января 1767 — Панин, Пётр Иванович, граф, генерал-аншеф и сенатор
10. 1 января 1767 — Волконский, Михаил Никитич, князь, генерал-аншеф, сенатор и лейб-гвардии Конного полка подполковник
11. 1 января 1767 — Глебов, Иван Фёдорович, генерал-аншеф, сенатор и киевский генерал-губернатор
12. 24 сентября 1767 — Долгоруков-Крымский, Василий Михайлович, князь, генерал-аншеф и главноначальствовавший в Москве
13. 21 апреля 1768 — Орлов, Алексей Григорьевич, граф, генерал-аншеф
14. 21 апреля 1768 — Бецкой, Иван Иванович, действительный тайный советник и камергер
15. 30 ноября 1769 — Мордвинов, Семён Иванович, адмирал
16. 1770 — Олиц, Пётр Иванович, генерал-аншеф
17. июль 1770 — Спиридов, Григорий Андреевич, адмирал
18. 1771 — Еропкин, Пётр Дмитриевич, генерал-поручик
19. 1771 — Калнышевский, Пётр Иванович, Кошевой атаман
20. 11 сентября 1772 — Голицын, Дмитрий Михайлович, князь, действительный тайный советник, камергер и полномочный при римском императорском дворе министр
21. 6 января 1773 — Вяземский, Александр Алексеевич, князь, действительный тайный советник и генерал-прокурор
22. 1774 — Миних, Сергей Христофорович, граф, действительный тайный советник
23. 1774 — Бибиков, Александр Ильич, генерал-аншеф и сенатор
24. 1774 — Голицын, Александр Михайлович, князь, вице-канцлер, камергер
25. 25 декабря 1774 — Потёмкин, Григорий Александрович, генерал-аншеф и камергер
26. 10 июля 1775 — Чернышёв, Иван Григорьевич, граф, адмиралтейской коллегии вице-президент, сенатор и камергер
27. 29 мая 1779 — Репнин, Николай Васильевич, князь, генерал-аншеф, генерал-адъютант, сенатор
28. 1780 — Мельгунов, Алексей Петрович, действительный тайный советник
29. 24 ноября 1782 — Шувалов, Иван Иванович, действительный тайный советник и обер-камергер
30. 24 ноября 1782 — Вадковский, Фёдор Иванович, генерал-аншеф и гвардии Семёновского полка подполковник. Умер 15 октября 1783 года
31. 24 ноября 1782 — Брюс, Яков Александрович, граф, генерал-аншеф
32. 24 ноября 1782 — Салтыков, Николай Иванович, генерал-аншеф, лейб-гвардии Семёновского полка подполковник
33. 24 ноября 1782 — Салтыков, Иван Петрович, граф, генерал-аншеф
34. 2 февраля 1784 — Остерман, Иван Андреевич, граф, действительный тайный советник, сенатор и вице-канцлер
35. 12 февраля 1784 — Ангальт, Фёдор Астафьевич, граф, генерал-поручик, генерал-адъютант и шеф Кадетского корпуса
36. 28 июня 1786 — Мусин-Пушкин, Валентин Платонович, граф, генерал-аншеф, генерал-адъютант, военной коллегии вице-президент и камергер
37. 28 июня 1786 — Шувалов, Андрей Петрович, граф, действительный тайный советник, сенатор и камергер
38. 9 ноября 1787 — Суворов, Александр Васильевич, генерал-аншеф
39. 1788 — Грейг, Самуил Карлович, адмирал
40. 1789 — Меллер, Иван Иванович, барон, артиллерии генерал-аншеф
41. 21 апреля 1789 — Людвиг, принц Ангальт-Бернбургский, генерал-лейтенант русской службы
42. 19 августа 1789 — Нассау-Зиген, Карл Генрих Николай Оттон, принц, вице-адмирал русской службы
43. 24 ноября 1789 — Долгоруков, Юрий Владимирович, князь, генерал-аншеф и лейб-гвардии Преображенского полка подполковник
44. 1790 — Чичагов, Василий Яковлевич, адмирал
45. 1790 — Прозоровский, Александр Александрович, князь, генерал-аншеф
46. август 1790 — Игельстром, Осип Андреевич, барон, генерал-аншеф
47. 1790 — Безбородко, Александр Андреевич, граф, действительный тайный советник, гофмейстер, главный над почтами директор и светлейший князь
48. январь 1792 — Самойлов, Александр Николаевич, граф, действительный тайный советник, генерал-прокурор и камергер
49. 28 июня 1792 — Каховский, Михаил Васильевич, генерал-аншеф
50. 28 июня 1792 — Кречетников, Михаил Никитич, генерал-аншеф
51. август 1793 — Зубов, Платон Александрович, граф, генерал-фельдцейхмейстер, генерал-адъютант
52. август 1793 — Сиверс, Яков Ефимович, граф, действительный тайный советник
53. 2 сентября 1793 — Гудович, Иван Васильевич, генерал-аншеф
54. 2 сентября 1793 — Измайлов, Михаил Михайлович, действительный тайный советник, главнокомандующий в Москве и во всей Московской губернии.
55. 2 сентября 1793 — Остерман, Фёдор Андреевич, граф, действительный тайный советник и сенатор
56. 2 сентября 1793 — Голицын, Пётр Алексеевич, князь, обер-егермейстер, сенатор и камергер
57. 3 сентября 1793 — Пассек, Пётр Богданович, генерал-аншеф, генерал-адъютант, сенатор, могилёвский и полоцкий генерал-губернатор
58. 1794 — Зубов, Валериан Александрович, граф, генерал-поручик и гвардии Измайловского полка секунд-майор
59. 30 ноября 1794 — Сенявин, Алексей Наумович, адмирал. Умер 11 августа 1797 года
60. 30 ноября 1794 — Строганов, Александр Сергеевич, граф, действительный тайный советник

Иностранные монархи и подданные
1. 4 июля 1762 — Карл Людвиг Фридрих, наследный принц Мекленбург-Стрелицкий, брат королевы Великобританской, затем владетельный герцог
2. 9 сентября 1763 — Огинский, Михайла, граф, великий гетман литовский
3. 1764 — Станислав Август Понятовский, король польский
4. 1764 — Густав III, король шведский
5. 1764 — Гоздзкий, Бернард Станислав, граф, воевода подляшский
6. 20 апреля 1764 — Хрептович, Иоахим Литавор, польский новогрудский каштелян
7. 5 июня 1764 — Бржостовский, Михайла, граф, литовской конфедерации маршал
8. 13 июля 1764 Бирон, Пётр Эрнст, курляндский наследный принц, а потом герцог[Комм. 38]
9. 1766 — Каллинг, Пётр, барон, шведский сенатор (а потом граф)
10. 1766 — Остен, Адольф Зигфрид фон дер, датский в России посол.
11. 1766 — Фридрих-Альбрехт, владетельный князь Ангальт-Бернбургский
12. 20 сентября 1767 — Радзивилл, Кароль Станислав, князь, польский коронной генеральной конфедерации маршал
13. 28 марта 1768 — Подоский, Гавриил Ян, граф, польского королевства и великого княжества литовского примас, архиепископ
14. 21 апреля 1768 — Остен-Сакен, Карл, граф, польско-саксонский кабинет-министр
15. 24 августа 1769 — принц Карл Фридрих Баденский, потом великий герцог
16. 24 августа 1770 — Фридрих Генрих Людвиг, принц прусский.
17. 1771 — Ираклий Теймуразович, царь грузинский и кахетинский
18. 1 августа 1774 — Браницкий, Ксаверий Петрович, граф, польский коронный гетман, генерал
19. 25 декабря 1774 — Людвиг IX, владетельный ландграф Гессен-Дармштадтский, отец великой княгини Натальи Алексеевны
20. 25 декабря 1774 — Людвиг, наследный принц Гессен-Дармштадтский, затем великий герцог
21. 12 июля 1776 — Фридрих Евгений, принц Вюртемберг-Штутгартский, а потом герцог, родитель императрицы Марии Феодоровны[Комм. 39]
22. 1776 — Сапега, Александр, князь, литовский великий канцлер
23. 1776 — Потоцкий, Иосиф, граф, польский кравчий коронный[Комм. 40]
24. 1776 — Сулковский, Антон, князь, польский гнезненский воевода
25. 1776 — Твардовский, Игнатий, граф, польского непременного совета маршал
26. сентябрь 1776 — Лентулус, Руперт Сципион фон[нем.], барон, прусский генерал-поручик
27. 13 марта 1777 — Понятовский, Станислав, князь, польский коронный генерал-поручик, племянник последнего польского короля, затем действительный тайный советник
28. 1779 — Франсуа Эммануэль Гинар де Сен-При, граф, французский генерал-майор и посол при Порте Оттоманской
29. 11 июля 1779 — Марколини, Камилло, граф, саксонский обер-камергер
30. 11 июля 1779 — Стутергейм, Генрих Готлиб фон, саксонский статский и кабинет-министр.
31. 1779 — Густав Адольф, наследник шведского престола, бывший потом королём шведским
32. 29 января 1780 — Фридрих Вильгельм Карл, принц Виртемберг-Штутгартский, затем вюртембергский король, брат государыни императрицы Марии Феодоровны
33. 30 августа 1780 — Фридрих Вильгельм, наследный принц прусский, будущий король
34. 25 сентября 1780 — Фердинанд IV, король сицилийский
35. 22 июля 1781 — Пётр Фридрих Людвиг, герцог Шлезвиг-Голштейн-Готторпский, коадъютор любский
36. 22 июля 1781 — Мнишек, Михаил Ежи Вандалин, граф, польский коронный великий маршал[Комм. 41]
37. 24 ноября 1782 — Потоцкий, Феликс, граф, польский воевода русский
38. 1783 — Шахин Герай, Хан Крыма
39. 26 апреля 1787 — Тышкевич, Людвиг, граф, литовский гетман, затем действительный тайный советник
40. 8 сентября 1790 — Армфельт, Густав Мориц, барон, шведский обер-камер-юнкер
41. 6 мая 1793 — Алексиус-Фридрих-Кристиан, Ангальт-Бернбургский владетельный князь, затем герцог
42. 1796 — Лос, Иоганн Адольф[пол.], граф, саксонский кабинет-министр
43. 1796 — Гутшмид, Христиан Готтгельф, барон, саксонский действительный тайный советник и тайный кабинет-министр. Умер 30 декабря 1798 года
44. 28 августа 1796 — Карл, принц шведский, герцог Зюдерманландский

## Царствование Павла I
Императорская фамилия
1. 5 апреля 1797 — Мария Фёдоровна, императрица
2. 6 февраля 1798 — Михаил Павлович, великий князь

Подданные российской короны
1. 9 ноября 1796 — Архаров, Николай Петрович, генерал-поручик; ленту ордена вручил Павел I, сняв её с себя
2. 9 ноября 1796 — Зубов, Николай Александрович, граф, шталмейстер
3. 9 ноября 1796 — Голенищев-Кутузов, Иван Логгинович, адмирал
4. 5 декабря 1796 — Куракин, Александр Борисович, князь, действительный тайный советник и вице-канцлер
5. 17 декабря 1796 — Круз, Александр Иванович, адмирал
6. 17 декабря 1796 — Пущин, Пётр Иванович, адмирал
7. 20 декабря 1796 — Мещерский, Платон Степанович, князь, генерал от инфантерии
8. 1 февраля 1797 — Шереметев, Николай Петрович, граф, обер-камергер
9. 3 февраля 1797 — Философов, Михаил Михайлович, генерал от инфантерии
10. 4 марта 1797 — Каменский, Михаил Федотович, граф, генерал-фельдмаршал
11. 5 апреля 1797 — Воронцов, Семён Романович, граф, генерал от инфантерии
12. 5 апреля 1797 — Дерфельден, Вилим Христофорович, генерал от кавалерии
13. 5 апреля 1797 — Завадовский, Пётр Васильевич, граф, действительный тайный советник
14. 5 апреля 1797 — Несвицкий, Иван Васильевич, князь, обер-шенк
15. 5 апреля 1797 — Орлов, Григорий Никитич, обер-гофмаршал
16. 5 апреля 1797 — Стрекалов, Степан Фёдорович, действительный тайный советник
17. 5 апреля 1797 — Чертков, Евграф Александрович, действительный тайный советник
18. 5 апреля 1797 — Эльмпт, Иван Карпович, граф, генерал-фельдмаршал
19. 5 апреля 1797 — Юсупов, Николай Борисович, князь, действительный тайный советник
20. 19 августа 1797 — Мелиссино, Пётр Иванович, генерал от артиллерии
21. 19 декабря 1797 — Куракин, Алексей Борисович, князь, обер-церемониймейстер
22. 4 мая 1798 — Румянцев, Николай Петрович, граф, действительный тайный советник, впоследствии канцлер
23. 7 ноября 1798 — Лопухин, Пётр Васильевич, светлейший князь, действительный тайный советник 1-го класса
24. 7 ноября 1798 — Пален, Пётр Алексеевич, граф, санкт-петербургский генерал-губернатор
25. 22 февраля 1799 — Разумовский, Андрей Кириллович, светлейший князь, действительный тайный советник 1-го класса
26. 13 марта 1799 — Васильев, Алексей Иванович, граф, действительный тайный советник
27. 5 мая 1799 — Нарышкин, Александр Львович, обер-камергер
28. 29 мая 1799 — Левашов, Василий Иванович, обер-егермейстер
29. 28 июня 1799 — Кушелев, Григорий Григорьевич, граф, адмирал
30. 28 июня 1799 — Ростопчин, Фёдор Васильевич, граф, генерал от инфантерии
31. 31 мая 1799 — Соймонов, Михаил Фёдорович, действительный тайный советник
32. 29 октября 1799 — Розенберг, Андрей Григорьевич, генерал от инфантерии
33. 4 марта 1800 — Гагарин, Гавриил Петрович, князь, действительный тайный советник
34. 19 июня 1800 — Маслов, Николай Иванович, действительный тайный советник
35. 8 сентября 1800 — Голенищев-Кутузов, Михаил Илларионович, генерал от инфантерии
36. 17 декабря 1800 — Кутайсов, Иван Павлович, граф, обер-шталмейстер
37. 19 декабря 1800 — Обольянинов, Пётр Хрисанфович, генерал от инфантерии

Лица духовного звания
1. 9 ноября 1796 — Гавриил (Петров), митрополит Новгородский и Санкт-Петербургский (первый кавалер ордена из российского духовенства)
2. 21 марта 1797 — Платон (Левшин), митрополит Московский и Коломенский
3. 2 мая 1798 — Станислав (Сестренцевич), митрополит римско-католических церквей в России
4. 10 октября 1798 — Иерофей (Малицкий), митрополит Киевский и Галицкий
5. 22 февраля 1799 — Амвросий (Подобедов), митрополит Санкт-Петербургский и Новгородский

Иностранные монархи и подданные
1. 20 ноября 1797 — Конде, Людовик-Жозеф, французский принц крови, приор Мальтийского ордена
2. 28 июня 1798 — Александр Вюртембергский, брат императрицы Марии Фёдоровны
3. 1799 — Леопольд Саксен-Кобург-Заальфельдский, брат великой княгини Анны Фёдоровны
4. 1799 — Георгий XII, грузинский царь
5. 20 февраля 1799 — Фридрих Людвиг Мекленбург-Шверинский, зять императора Павла
6. 7 августа 1799 — Руффо, Фабрицио Диониджи, неаполитанский кардинал
7. 29 августа 1799 — Вильгельм Биркенфельд-Баварский
8. 12 октября 1799 — Фридрих Франц I Мекленбургский
9. 19 октября 1799 — Иосиф Австрийский (палатин Венгрии), зять императора Павла
10. 28 ноября 1799 — Фредерик Кристиан II Августенбургский
11. 28 ноября 1799 — Густав (наследный принц Шведский)
12. 25 декабря 1799 — Август (герцог Саксен-Гота-Альтенбурга)
13. 11 января 1800 — Серра-де-Каприола, Антонио Мореско, неаполитанский посол в России
14. 5 марта 1800 — Людовик, граф Прованский, будущий король Франции
15. 17 сентября 1800 — Пауль Фридрих (великий герцог Мекленбург-Шверина)
16. 25 сентября 1800 — Фердинанд I (король Обеих Сицилий)
17. 25 сентября 1800 — Актон, Джон, глава неаполитанского правительства
18. 25 сентября 1800 — Пиньятелли ди Бельмонте, Антонио, статс-министр Неаполитанского королевства
19. 25 сентября 1800 — Виктор Эммануил I, сардинский король
20. 25 сентября 1800 — Леопольд, принц Салерно
21. 25 сентября 1800 — Франциск I (король Обеих Сицилий)
22. 25 сентября 1800 — Фердинандо Януарий, неаполитанский принц (умер в детстве)
23. 1 декабря 1800 — Толль, Юхан Кристофер, шведский фельдмаршал
24. 1 декабря 1800 — Стедингк, Курт Богислаус Людвиг Кристофер фон, шведский фельдмаршал
25. 19 февраля 1801 — Хаугвиц, Кристиан фон, министр иностранных дел Пруссии

## Царствование Александра I
Императорская фамилия
1. 15 сентября 1801 — Елизавета Алексеевна, императрица
2. 1 декабря 1808 — Ольденбургский, Георгий Петрович, принц
3. 21 октября 1810 — Ольденбургский, Александр Георгиевич, принц (пожалован при рождении, прожил 19 лет)
4. 18 сентября 1812 — Ольденбургский, Пётр Георгиевич, принц
5. 5 мая 1818 — Александр Николаевич, цесаревич

Подданные российской короны
1. 7 апреля 1801 — Гавриил (Банулеско), митрополит Кишинёвский
2. 2 мая 1801 — Воронцов, Александр Романович, граф, действительный тайный советник 1-го класса
3. 15 сентября 1801 — Беклешов, Александр Андреевич, генерал от инфантерии
4. 15 сентября 1801 — Ламб, Иван Варфоломеевич, генерал от инфантерии
5. 27 мая 1802 — Голицын, Сергей Фёдорович, князь, генерал от инфантерии
6. 16 октября 1803 — Морков, Аркадий Иванович, граф, действительный тайный советник, посланник в Париже
7. 17 февраля 1806 — Михельсон, Иван Иванович, генерал от кавалерии
8. 18 ноября 1806 — Волконский, Григорий Семёнович, князь, генерал от кавалерии
9. 8 февраля 1807 — Беннигсен, Леонтий Леонтьевич, граф, генерал от кавалерии
10. 22 июня 1807 — Будберг, Андрей Яковлевич, барон, министр иностранных дел
11. 5 июля 1807 — Татищев, Николай Алексеевич, граф, генерал от инфантерии
12. 15 сентября 1807 — Тутолмин, Тимофей Иванович, генерал от инфантерии, московский губернатор
13. 17 сентября 1807 — Буксгевден, Фёдор Фёдорович, граф, генерал от инфантерии
14. 18 апреля 1809 — Дмитриев-Мамонов, Матвей Васильевич, действительный тайный советник
15. 27 сентября 1809 — Багратион, Пётр Иванович, князь, генерал от инфантерии
16. 9 июня 1810 — Аракчеев, Алексей Андреевич, граф, генерал от артиллерии (от получения ордена отказался, оставил себе на память рескрипт о награждении)
17. 16 сентября 1810 — Каменский, Николай Михайлович, граф, генерал от инфантерии
18. 6 октября 1811 — Антоний II, католикос Грузии
19. 4 декабря 1812 — Тормасов, Александр Петрович, граф, генерал от кавалерии
20. 20 марта 1813 — Витгенштейн, Пётр Христианович, граф, генерал от кавалерии
21. 7 сентября 1813 — Барклай-де-Толли, Михаил Богданович, князь, генерал от инфантерии, позднее генерал-фельдмаршал
22. 8 октября 1813 — Милорадович, Михаил Андреевич, граф, генерал от инфантерии
23. 8 октября 1813 — Платов, Матвей Иванович, граф, генерал от кавалерии
24. 29 марта 1814 — Лагарп, Фридрих Цезарь, генерал-лейтенант русской службы
25. 27 апреля 1814 — Лобанов-Ростовский, Дмитрий Иванович, князь, генерал от инфантерии
26. 3 мая 1814 — Ланжерон, Александр Фёдорович, граф, генерал от инфантерии
27. 19 мая 1814 — Остен-Сакен, Фабиан Вильгельмович, барон, генерал от инфантерии, позднее генерал-фельдмаршал
28. 30 августа 1814 — Вязмитинов, Сергей Кузьмич, граф, генерал от инфантерии
29. 30 августа 1814 — Серапион (Александровский), митрополит Санкт-Петербургский
30. 2 июня 1815 — Ламздорф, Матвей Иванович, граф, генерал от инфантерии
31. 4 октября 1816 — Зайончек, Иосиф, князь, генерал от инфантерии
32. 1 января 1817 — Гурьев, Дмитрий Александрович, граф, действительный тайный советник
33. 30 августа 1821 — Кочубей, Виктор Павлович, князь, государственный канцлер
34. 30 августа 1821 — Траверсе, Иван Иванович, маркиз, адмирал
35. 21 апреля 1823 — Серафим (Глаголевский), митрополит Санкт-Петербургский
36. 12 декабря 1823 — Волконский, Пётр Михайлович, князь, генерал от инфантерии, позднее генерал-фельдмаршал (24 марта 1828 — алмазные знаки ордена)
37. 12 декабря 1823 — Мордвинов, Николай Семёнович, граф, адмирал
38. 12 декабря 1823 — Уваров, Фёдор Петрович, генерал от кавалерии
39. 1 июня 1825 — Замойский, Станислав Андреевич, граф, президент Сената Царства Польского (6 октября 1831 — алмазные знаки ордена)

Иностранные монархи (с семьями)
1. 26 июня 1801 — Август I (великий герцог Ольденбургский)
2. 26 июня 1801 — Пётр Фридрих Вильгельм, герцог Гольштейн-Ольденбургский
3. 6 августа 1801 — Карл Людвиг Баденский, отец императрицы Елизаветы Алексеевны
4. 30 августа 1801 — Карл (великий герцог Баденский), брат Елизаветы Алексеевны
5. 30 августа 1801 — Франц (герцог Саксен-Кобург-Заальфельдский), отец великой княгини Анны Фёдоровны
6. 30 августа 1801 — Людвиг II (великий герцог Гессенский)
7. 15 сентября 1801 — Фридрих Вильгельм III, король Пруссии
8. 26 мая 1802 — Людвиг Вюртембергский, брат императрицы Марии Фёдоровны
9. 29 мая 1802 — Вильгельм, принц Прусский
10. 29 мая 1802 — Генрих, принц Прусский
11. 5 августа 1802 — Людвиг I (великий герцог Бадена), дядя императрицы Елизаветы Алексеевны
12. 7 августа 1803 — Карл Фридрих Саксен-Веймар-Эйзенахский, муж великой княгини Марии Павловны
13. 22 июля 1804 — Карл Август (великий герцог Саксен-Веймар-Эйзенахский)
14. 23 октября 1805 — Фридрих Вильгельм Брауншвейг-Вольфенбюттельский
15. 23 октября 1805 — Карл Вильгельм Фердинанд Брауншвейгский
16. 25 октября 1805 — принц Павел Александр Саксен-Веймарский, племянник Александра I (пожалован при рождении, скончался в младенчестве).
17. 1806 — Фридрих Август, герцог Нассау
18. 3 июля 1807 — Наполеон I, император французов
19. 3 июля 1807 — Жером Бонапарт, король Вестфалии
20. 27 марта 1808 — Людовик I Бонапарт, король Голландии
21. 30 августа 1808 — Фердинанд Саксен-Кобург-Заальфельдский, брат великой княгини Анны Фёдоровны
22. 2 сентября 1808 — Фредерик VI, король Дании
23. 25 сентября 1808 — Наполеон Луи Бонапарт, будущий король Голландии
24. 20 января 1809 — принц Август Прусский
25. 30 августа 1812 — Карл XIV Юхан, король Швеции
26. 30 августа 1812 — Оскар I, будущий король Швеции
27. 16 сентября 1813 — Георг IV, король Великобритании
28. 7 ноября 1813 — Максимилиан I (король Баварии)
29. 3 мая 1814 — Вильгельм I (король Вюртемберга)
30. 3 мая 1814 — принц Павел Карл Фридрих Август Вюртембергский
31. 9 июня 1814 — Вильгельм IV (король Великобритании)
32. 9 июня 1814 — Фредерик, герцог Йоркский
33. 22 июня 1814 — Виллем II, король Нидерландов
34. 22 июня 1814 — Фридрих Нидерландский, принц Нидерландов
35. 23 мая 1815 — Фердинанд VII, король Испании
36. 2 июня 1815 — Карл Тешенский, эрцгерцог Австрийский
37. 2 июня 1815 — Людовик (герцог Ангулемский)
38. 2 июня 1815 — Шарль-Фердинанд, герцог Беррийский
39. 2 июня 1815 — Карл X (король Франции)
40. 21 января 1817 — Дон Антонио Паскаль, инфант Испанский
41. 21 января 1817 — Дон Карлос Старший, инфант Испанский
42. 7 апреля 1817 — Виллем III, король Нидерландов
43. 20 июня 1817 — Фридрих Вильгельм IV, король Пруссии
44. 20 июня 1817 — принц Вильгельм Прусский (будущий император)
45. 11 сентября 1818 — Карл Александр Саксен-Веймар-Эйзенахский, племянник Александра I
46. 25 сентября 1818 — Карл Фридрих Август Мекленбург-Стрелицкий
47. 25 сентября 1818 — Филипп (ландграф Гессен-Гомбурга)
48. 27 сентября 1819 — герцог Эрнст Август Кумберландский
49. 25 июня 1820 — Карл Прусский, брат императрицы Александры Фёдоровны
50. 7 февраля 1821 — Франческо IV д’Эсте, герцог Модены и Реджо
51. 23 октября 1822 — Карл Феликс, король Сардинии
52. 24 ноября 1823 — Мигел I (король Португалии), инфант Португалии
53. 24 ноября 1823 — Жуан VI, король Португалии

Иностранные подданные
1. 3 июня 1802 — Калькройт, Фридрих Адольф фон, прусский генерал-фельдмаршал
2. 23 октября 1805 — Гарденберг, Карл Август фон, глава прусского правительства
3. 23 октября 1805 — Мёллендорф, Вихард Иоахим Генрих фон, прусский генерал-фельдмаршал
4. 13 декабря 1805 — Гогенлоэ-Ингельфинген, Фридрих Людвиг, прусский генерал от инфантерии[Комм. 42]
5. 3 июля 1807 — Бертье, Луи Александр, маршал Франции
6. 3 июля 1807 — Мюрат, Иоахим, маршал Франции (позднее неаполитанский король)
7. 3 июля 1807 — Талейран-Перигор, Шарль Морис де, министр иностранных дел Франции
8. 25 сентября 1808 — Кинсберген, Ян Хендрик, голландский маршал
9. 25 сентября 1808 — Коленкур, Арман де, посол Франции в России
10. 25 сентября 1808 — Ланн, Жан, маршал Империи
11. 25 сентября 1808 — Рёель, Виллем Фредерик, министр иностранных и внутренних дел Нидерландов
12. 25 сентября 1808 — Шампаньи, Жан Батист Номпер де, министр иностранных дел Франции
13. 27 августа 1813 — Меттерних, Клеменс фон, канцлер Австрийской империи
14. 5 сентября 1813 — Штадион, Иоганн Филипп фон, министр иностранных дел Австрийской империи
15. 7 сентября 1813 — Штейн, Генрих Фридрих, глава прусского правительства
16. 16 сентября 1813 — Кэткарт, Уильям Шоу, посол Великобритании в России
17. 11 октября 1813 — Блюхер, Гебхард Леберехт, прусский фельдмаршал
18. 11 октября 1813 — Шварценберг, Карл Филипп цу, австрийский фельдмаршал
19. 17 мая 1814 — Вреде, Карл-Филипп фон, баварский фельдмаршал
20. 8 июня 1815 — Веллингтон, Артур Уэлсли, британский фельдмаршал
21. 1 июня 1818 — Ришельё, Арман-Эммануэль дю Плесси, министр иностранных дел Франции
22. 28 ноября 1818 — Бернсторф, Кристиан Гюнтер, статс-министр Пруссии
23. 9 ноября 1819 — Розенкранц, Нильс, министр иностранных дел Дании
24. 21 апреля 1821 — Беллегард, Генрих Йозеф Иоганн фон, австрийский фельдмаршал
25. 10 сентября 1821 — Мюнстер, Эрнст Фридрих Герберт, первый министр Ганновера
26. 24 ноября 1823 — Монморанси-Лаваль, Матьё де, глава французского правительства
27. 24 ноября 1823 — Шатобриан, Франсуа Рене де, министр иностранных дел Франции

## Царствование Николая I
1. 25 декабря 1825 — Голицын, Дмитрий Владимирович, князь, генерал от кавалерии, московский генерал-губернатор
2. 25 декабря 1825 — Толстой, Пётр Александрович, граф, генерал от инфантерии
3. 5 января 1826 — Веттерстедт, Густав, министр иностранных дел Швеции
4. 23 января 1826 — Фердинанд Карл Йозеф Австрийский-Эсте, эрцгерцог Австрийский
5. 13 февраля 1826 — Леопольд (великий герцог Баденский)
6. 1 марта 1826 — Людвиг I (король Баварии)
7. 1 марта 1826 — Франц II, император Австрийский
8. апрель 1826 — Карвахаль-Варгас, Хосе Мигель де, герцог Сан-Карлос посол Испании в России
9. 22 августа 1826 — Голицын, Александр Николаевич, князь, действительный тайный советник 1-го класса
10. 22 августа 1826 — Александра Фёдоровна (жена Николая I), императрица
11. 22 августа 1826 — Евгений Вюртембергский, принц, генерал от инфантерии
12. 22 августа 1826 — Евгений (Болховитинов), митрополит Киевский и Галицкий
13. 22 августа 1826 — Васильчиков, Илларион Васильевич, генерал от кавалерии
14. 22 августа 1826 — Ливен, Христофор Андреевич, светлейший князь, генерал от инфантерии
15. 22 августа 1826 — Литта, Джулио Ренато, обер-камергер, граф
16. 22 августа 1826 — Муханов, Сергей Ильич, обер-шталмейстер
17. 22 августа 1826 — Нарышкин, Дмитрий Львович, обер-егермейстер
18. 22 августа 1826 — Новосильцев, Николай Николаевич, действительный тайный советник
19. 22 августа 1826 — Римский-Корсаков, Александр Михайлович, генерал от инфантерии
20. 22 августа 1826 — Сухтелен, Пётр Корнилович, граф, инженер-генерал
21. 22 августа 1826 — Феррон де Ла Ферроне, Огюст, граф, посол Франции в России
22. 22 августа 1826 — Альбрехт Прусский (1809), брат императрицы Александры Фёдоровны
23. 13 сентября 1826 — Мармон, Огюст Фредерик Луи, маршал Франции
24. 2 октября 1827 — Константин Николаевич, великий князь
25. 25 декабря 1827 — Кавендиш, Уильям, 6-й герцог Девонширский, посол Великобритании в России
26. 25 апреля 1828 — Цецишовский, Каспер Казимир, Председатель Римско-католической духовной коллегии Российской империи
27. 22 сентября 1828 — Паскевич, Иван Фёдорович, Светлейший Князь Варшавский, генерал-фельдмаршал, граф Эриванский (16 июля 1829 — алмазные знаки ордена, 5 августа 1855 — мечи к ордену)
28. 30 сентября 1828 — Дибич-Забалканский, Иван Иванович, генерал-фельдмаршал
29. 27 февраля 1829 — Мортемар, Казимир Луи Викторьен, посол Франции в России
30. 19 апреля 1829 — Карл I (король Вюртемберга)
31. 19 апреля 1829 — Максимилиан II (король Баварии)
32. 11 мая 1829 — Курута, Дмитрий Дмитриевич, генерала от инфантерии
33. 26 мая 1829 — Нейдхардт фон Гнейзенау, Август, генерал-фельдмаршал Пруссии
34. 27 мая 1829 — Сайн-Витгенштейн-Берлебург, Альберт, обер-камергер Прусского Двора
35. 22 сентября 1829 — Воронцов, Михаил Семёнович, Светлейший Князь генерал-фельдмаршал (30 августа 1834 — алмазные знаки ордена)
36. 22 сентября 1829 — Нессельроде, Карл Васильевич, Государственный Канцлер, граф (23 апреля 1834 — алмазные знаки ордена)
37. 1830 — Каподистрия, Иоанн, Президент Греции
38. 5 апреля 1830 — Поццо ди Борго, Шарль-Андре, генерал от инфантерии посла России во Франции
39. 5 апреля 1830 — Голенищев-Кутузов, Павел Васильевич, генерал от кавалерии
40. 5 апреля 1830 — Пашков, Василий Александрович (1764), обер-егермейстер
41. 25 июня 1830 — Опперман, Карл Иванович, инженер-генерал
42. 24 сентября 1830 — Педру I (император Бразилии)
43. 31 декабря 1830 — Татищев, Дмитрий Павлович, действительный тайный советник (1835 — алмазные знаки ордена)
44. 19 апреля 1831 — Филарет (Дроздов), Митрополит Московский и Коломенский
45. 30 июня 1831 — Епрем I, католикос Армянский, патриарх Эчмиадзинский
46. 22 августа 1831 — Николай Николаевич Старший, Великий Князь
47. 27 августа 1831 — Карл Альберт, Король Пьемонта и Сардинии
48. 11 сентября 1831 — Пален, Пётр Петрович, генерал от кавалерии (20 апреля 1845 — алмазные знаки ордена)
49. 11 сентября 1831 — Толь, Карл Фёдорович, генерал от инфантерии
50. 31 декабря 1831 — Чернышёв, Александр Иванович, граф, генерал от кавалерии (22 апреля 1834 — алмазные знаки ордена)
51. 1 января 1832 — Канкрин, Егор Францевич, генерал от инфантерии
52. 29 февраля 1832 — Вильгельм I (герцог Нассау)
53. декабрь 1832 — Эрнст I (герцог Саксен-Кобург-Готский)
54. 9 апреля 1832 — Тутолмин, Иван Васильевич, действительный тайный советник
55. 8 ноября 1832 — Михаил Николаевич, Великий Князь
56. 20 января 1833 — Сперанский, Михаил Михайлович, действительный тайный советник
57. 4 марта 1833 — Генрих (герцог Ангальт-Кётена)
58. 26 августа 1833 — Адольф Фредерик, герцог Кембриджский, принц Великобританский
59. 5 сентября 1833 — Фикельмон, Карл Людвиг, посол Австрии в России
60. 25 сентября 1833 — Коловрат-Либштейнский, Франц Антон, конференц-министр Австрии
61. 6 декабря 1833 — Иосафат (Булгак), Митрополит Киевский, Галицкий и всея Руси
62. 6 декабря 1833 — Яшвиль, Лев Михайлович, генерал от артиллерии
63. 27 марта 1834 — Виллих-Лотум, Карл Фридрих Генрих фон, Статс-министр Пруссии
64. 21 апреля 1834 — Бенкендорф, Александр Христофорович, генерал от кавалерии
65. 21 апреля 1834 — Головкин, Юрий Александрович, действительный тайный советник
66. 21 апреля 1834 — Штакельберг, Густав Оттонович, действительный тайный советник
67. 22 апреля 1834 — Эссен, Пётр Кириллович, генерал от инфантерии
68. 10 июня 1834 — Генрих Нидерландский, принц Нидерландский
69. 24 июня 1834 — Адальберт (принц прусский)
70. 25 октября 1834 — Фридрих, принц Вюртембергский
71. 5 ноября 1834 — Леопольд IV (герцог Ангальта), герцог Ангальт-Дессаусский
72. 10 ноября 1834 — Александр Нидерландский, принц Нидерландов
73. 11 ноября 1834 — Вильгельм Брауншвейгский, герцог Брауншвейг-Вольфенбюттельский
74. 27 ноября 1834 — Эстерхази, Павел, посол Австрии в Великобритании
75. 27 ноября 1834 — Вицлебен, Карл Эрнст Иоб-Вильгельм фон, военный министр Пруссии
76. 28 февраля 1835 — Фердинанд I (император Австрии)
77. 28 мая 1835 — Оттон I (король Греции)
78. 29 августа 1835 — Иоганн Баптист Австрийский, эрцгерцог Австрийский
79. 29 августа 1835 — Франц Карл, эрцгерцог Австрийский
80. 7 сентября 1835 — Людвиг III (великий герцог Гессенский)
81. 17 сентября 1835 — Ермолов, Алексей Петрович, Генерал от инфантерии и артиллерии
82. 17 сентября 1835 — Остерман-Толстой, Александр Иванович, Генерал от инфантерии
83. 25 сентября 1835 — Людвиг, эрцгерцог Австрийский
84. 25 октября 1835 — Витт, Иван Осипович, генерал от кавалерии
85. 6 декабря 1835 — Сукин, Александр Яковлевич, Генерал от инфантерии
86. 1835 — Цитен, Ганс Эрнст Карл фон, прусский генерал-фельдмаршал
87. 12 июня 1836 — Фридрих Август II (король Саксонии)
88. 17 апреля 1837 — Кушников, Сергей Сергеевич, действительный тайный советник
89. июнь 1837 — Лэмбтон, Джон Джордж, 1-й граф Даремский, посол Великобритании в России
90. 29 августа 1837 — Карл Бернхард Саксен-Веймар-Эйзенахский
91. 1 мая 1838 — Кристиан VIII, король Дании
92. 29 мая 1838 — Фридрих Карл Николай Прусский, принц Прусский
93. 29 мая 1838 — Георг V (король Ганновера)
94. 11 июня 1838 — Розенблад, Матиас, министр юстиции Швеции
95. 11 июня 1838 — Карл XV, король Швеции
96. 11 июля 1838 — Браге, Магнус, риксмаршал Швеции
97. 15 июля 1838 — Блом, Отто, посол Дании в России
98. 7 августа 1838 — Карл Теодор Максимилиан Август Баварский, принц Баварский
99. 8 октября 1838 — Мюффлинг, Карл фон, прусский фельдмаршал
100. 8 октября 1838 — Раух, Густав фон, военный министр Пруссии
101. 23 октября 1838 — Максимилиан Лейхтенбергский, князь Романовский
102. 18 февраля 1839 — Фердинанд II (король Обеих Сицилий)
103. 18 марта 1839 — Радецкий, Йозеф, генерал-фельдмаршал Австрии
104. 25 марта 1839 — Долгоруков, Василий Васильевич (1786), обер-шталмейстер
105. 25 марта 1839 — Строганов, Григорий Александрович, действительный тайный советник
106. 25 марта 1839 — Меншиков, Александр Сергеевич, адмирал светлейший князь
107. 26 марта 1839 — Филарет (Амфитеатров), Митрополит Киевский и Галицкий
108. 26 марта 1839 — Орлов, Алексей Фёдорович, генерал от кавалерии
109. 8 июля 1839 — Альбрехт Австрийский, герцог Тешенский, эрцгерцог Австрийский
110. 10 сентября 1839 — Голицын, Сергей Михайлович (1774—1859), Действительный тайный советник 1-го класса
111. 20 октября 1839 — Адольф (великий герцог Люксембургский), последний герцог Нассауский
112. 5 апреля 1840 — Иоганн (король Саксонии),
113. 1 июня 1840 — Шильден, Фридрих Антон, барон, обер-гофмейстер королевского прусского двора
114. 5 июня 1840 — Эмилий Максимилиан, принц Гессенский
115. 5 июня 1840 — Карл Гессенский, принц Гессенский
116. 9 июня 1840 — Кнезебек, Карл Фридрих, прусский фельдмаршал
117. 24 августа 1840 — Красинский, Винценты Корвин, генерал от кавалерии
118. 19 ноября 1840 — Фридрих-Фердинанд-Леопольд, эрцгерцог Австрийский
119. 11 марта 1841 — Педру II (император Бразилии)
120. 15 апреля 1841 — Александр Гессен-Дармштадтский, принц Гессен-Дармштадтский
121. 16 апреля 1841 — Киселёв, Павел Дмитриевич, генерал от инфантерии
122. 16 апреля 1841 — Левашов, Василий Васильевич, генерал от кавалерии
123. 4 октября 1841 — Фредерик VII, Король Дании
124. 6 марта 1842 — Фридрих Франц II (великий герцог Мекленбург-Шверина)
125. 26 мая 1842 — Кристиан IX, Король Дании
126. 22 июня 1842 — Карл Фердинанд Австрийский, эрцгерцог Австрийский
127. 28 сентября 1842 — Никитин, Алексей Петрович, генерал от кавалерии
128. 1 июля 1843 — Альберт Саксен-Кобург-Готский, принц-консорт Великобритании
129. 1 июля 1843 — Фридрих Вильгельм Гессен-Кассельский, принц Гессена
130. 1 июля 1843 — Георг Гессен-Дармштадтский (1780), принц Гессен-Дармштадтский
131. 12 августа 1843 — Николай Максимилианович, 4-й герцог Лейхтенбергский, князь Романовский
132. 4 сентября 1843 — Август Фридрих Эбергард Вюртембергский, принц Вюртембергский
133. 6 сентября 1843 — Бойен, Герман фон, военный министр Пруссии
134. 6 сентября 1843 — Борстель, Людвиг, прусский генерал от кавалерии
135. 6 сентября 1843 — Краузенек, Вильгельм фон, генерал-фельдмаршал Пруссии
136. 16 сентября 1843 — Фридрих III (император Германии)
137. 10 октября 1843 — Николай Александрович (сын Александра II), великий князь
138. 10 октября 1843 — Щербатов, Алексей Григорьевич, генерал от инфантерии
139. 6 декабря 1843 — Шаховской, Иван Леонтьевич, генерал от инфантерии
140. 6 декабря 1843 — Грейг, Алексей Самуилович, адмирал
141. 9 января 1844 — Вильгельм Гессен-Кассельский, ландграф Гессена
142. 4 апреля 1844 — Фридрих Вильгельм I (курфюрст Гессена)
143. 17 апреля 1844 — Вильгельм II (курфюрст Гессен-Касселя)
144. 28 мая 1844 — Эдуард VII, Король Великобритании и Ирландии
145. 4 августа 1844 — Кристиан Август Августенбургский, принц Шлезвиг-Гольштейнский
146. 16 марта 1845 — Антоний (Рафальский), митрополит Новгородский, Санкт-Петербургский, Эстляндский и Финляндский
147. 17 марта 1845 — Александр III, император Российской Империи
148. 15 апреля 1845 — Блудов, Дмитрий Николаевич, действительный тайный советник
149. 15 апреля 1845 — Хитрово, Алексей Захарович, действительный тайный советник
150. 8 октября 1845 — Виктор Эммануил II, король Пьемонта и Сардинии
151. 8 октября 1845 — Фердинанд Савойский, герцог Генуэзский
152. 8 октября 1845 — Евгений Эммануил, принц Кариньянский
153. 21 октября 1845 — Луиджи Бурбон-Сицилийский, граф Акуила принц Бурбон-Сицилийский
154. 21 октября 1845 — Франческо Бурбон-Сицилийский, граф ди Трапани
155. 27 ноября 1845 — Франциск II (король Обеих Сицилий),
156. 27 ноября 1845 — Леопольд Бурбон-Сицилийский, граф Сиракузский принц Бурбон-Сицилийский
157. 30 ноября 1845 — Себастьян де Бурбон, инфант Испании и Португалии
158. 18 декабря 1845 — Франц Иосиф I, император Австрийский
159. 27 января 1846 — Вратислав фон Митровиц-Неттолицкий, Евгений, генерал-фельдмаршал Австрийской империи
160. 27 января 1846 — Гардегг, Игнац цу, граф, австрийский генерал от кавалерии
161. 27 января 1846 — Пьетракателла, Джузеппе, председатель совета министров Неаполитанского Королевства
162. 9 июля 1846 — Оскар II, Король Шведов, Готов и Вендов
163. 1 марта 1847 — Евгений Максимилианович, 5-й герцог Лейхтенбергский, князь Романовский
164. 18 марта 1847 — Иосиф (герцог Саксен-Альтенбургский),
165. 30 апреля 1847 — Владимир Александрович, великий князь
166. 29 августа 1848 — Вильгельм Мекленбургский, принц Мекленбург-Шверинский
167. 28 октября 1848 — Виндишгрец, Альфред, австрийский фельдмаршал
168. 2 апреля 1849 — Закревский, Арсений Андреевич, московский генерал-губернатор
169. 3 апреля 1849 — Рибопьер, Александр Иванович, действительный тайный советник
170. 3 апреля 1849 — Урусов, Александр Михайлович, обер-камергер
171. 30 апреля 1849 — Филанджери, Карло, князь ди Сатриано, герцог ди Таормина
172. 4 августа 1849 — Ридигер, Фёдор Васильевич, генерал от кавалерии
173. 13 августа 1849 — Гайнау, Юлиус Якоб фон, австрийский фельдцейхмейстер
174. 15 августа 1849 — Горчаков, Михаил Дмитриевич, генерал от артиллерии
175. 22 августа 1849 — Адлерберг, Владимир Фёдорович, генерал от инфантерии
176. 22 августа 1849 — Клейнмихель, Пётр Андреевич, Главноуправляющий путей сообщения и публичных зданий Российской Империи (1850 — алмазные знаки ордена)
177. 9 сентября 1849 — Леопольд Австрийский, эрцгерцог Австрийский
178. 23 сентября 1849 — Набоков, Иван Александрович, генерал от инфантерии
179. 28 декабря 1849 — Сергей Максимилианович, герцог Лейхтенбергский, князь Романовский
180. 22 января 1850 — Алексей Александрович, великий князь
181. 14 марта 1850 — Николай Константинович, великий князь
182. 1 апреля 1850 — Шварценберг, Феликс цу, Министр-президент и министр иностранных дел Австрийской империи
183. 18 июля 1850 — Фернанду II, Король Португалии
184. 27 июля 1850 — Георг-Август Мекленбург-Стрелицкий,
185. 6 декабря 1850 — Лазарев, Михаил Петрович, адмирал
186. 6 декабря 1850 — Опочинин, Фёдор Петрович, действительный тайный советник, обер-гофмейстер
187. 6 декабря 1850 — Уваров, Сергей Семёнович, действительный тайный советник
188. 8 апреля 1851 — Никанор (Клементьевский), митрополит Новгородский, Санкт-Петербургский
189. 23 апреля 1851 — Лонгинов, Николай Михайлович, действительный тайный советник
190. 23 апреля 1851 — Тучков, Павел Алексеевич (1776), действительный тайный советник
191. 8 июня 1851 — Нугент фон Вестмет, Лаваль, Нугент фон Вестмет, Лаваль
192. 20 июля 1851 — Альберт (король Саксонии)
193. 12 октября 1851 — Вронченко, Фёдор Павлович, Действительный тайный советник
194. 1 января 1852 — Гурьев, Александр Дмитриевич, действительный тайный советник
195. 16 марта 1852 — Георгий Максимилианович, 6-й герцог Лейхтенбергский, князь Романовский
196. 29 апреля 1852 — Карл Людвиг, эрцгерцог Австрийский
197. 29 апреля 1852 — Максимилиан I (император Мексики)
198. 30 апреля 1852 — Георг (король Саксонии)
199. 7 июня 1852 — Фридрих I (великий герцог Баденский)
200. 30 июня 1852 — Карл Иоганн (князь Лихтенштейна)
201. 30 июня 1852 — Кюбек, Карл Фридрих фон, председатель государственного совета Австрийской Империи
202. 25 сентября 1852 — Лидерс, Александр Николаевич, генерал от инфантерии
203. 15 ноября 1852 — Штолберг-Вернигероде, Генрих, граф, генерал-лейтенант Пруссии
204. 6 декабря 1852 — Перовский, Василий Алексеевич, генерал от кавалерии
205. 6 декабря 1852 — Сухозанет, Иван Онуфриевич, генерал от артиллерии
206. 6 декабря 1852 — Перовский, Лев Алексеевич, министр внутренних дел
207. 30 июня 1853 — Пётр II Ольденбургский, великий герцог Ольденбургский
208. 30 июня 1853 — Ольденбургский, Константин Петрович, герцог Ольденбургский
209. 16 сентября 1853 — Карл Людвиг Австрийский, эрцгерцог Австрийский
210. 16 сентября 1853 — Райнер Фердинанд, эрцгерцог Австрийский
211. 16 сентября 1853 — Франческо V д’Эсте, эрцгерцог Австрийский
212. 16 сентября 1853 — Эрнст Карл Австрийский, эрцгерцог Австрийский
213. 27 сентября 1853 — Георг II (герцог Саксен-Мейнингена)
214. 21 апреля 1854 — Остен-Сакен, Дмитрий Ерофеевич, генерал от кавалерии
215. 23 апреля 1854 — Васильчиков, Дмитрий Васильевич, генерал от кавалерии
216. 9 августа 1854 — Бебутов, Василий Осипович, Генерал от инфантерии
217. ? — Розен, Григорий Владимирович, Генерал от инфантерии
218. ? — Моллер, Антон Васильевич, Адмирал
219. ? — Райнер Иосиф, эрцгерцог Австрийский
220. ? — Луи-Филипп I Король французов

## Царствование Александра II
1. 17 апреля 1855 — Долгоруков, Василий Андреевич, князь, генерал от кавалерии
2. 7 августа 1855 — Берг, Фёдор Фёдорович, генерал от инфантерии, затем генерал-фельдмаршал
3. 28 января 1856 — Педру V, Король Португалии
4. 21 мая 1856 — Мантейфель, Отто Теодор, президент совета министров и министр иностранных дел Пруссии
5. 30 мая 1856 — Наполеон III, Император французов
6. 4 августа 1856 — Карл-Фридрих фон Дона, генерал-фельдмаршал Пруссии
7. 6 августа 1856 — Шувалов, Андрей Петрович, обер-камергер
8. 26 августа 1856 — Вильгельм Баденский, принц Бадена
9. 26 августа 1856 — Ланской, Сергей Степанович, Министр внутренних дел
10. 26 августа 1856 — Людвиг IV (великий герцог Гессенский),
11. 26 августа 1856 — Мария Александровна (императрица),
12. 26 августа 1856 — Морни, Шарль де, посол Франции в России
13. 30 августа 1856 — Голицын, Александр Фёдорович, действительный тайный советник
14. 30 августа 1856 — Иосиф (Семашко), Митрополит Литовский и Виленский
15. 8 сентября 1856 — Леопольд II (король Бельгии),
16. 17 сентября 1856 — Врангель, Фридрих Генрих Эрнст фон, генерал-фельдмаршал Пруссии
17. 25 ноября 1856 — Николай Николаевич Младший, великий князь
18. 15 декабря 1856 — Эрнст II (герцог Саксен-Кобург-Готский)
19. 1856 — Нерсес V, патриарх-католикос всех армян
20. 26 января 1857 — Колонна-Валевский, Александр, министр иностранных дел Франции
21. 2 февраля 1857 — Франсиско де Асис Бурбон, король-консорт Испании
22. 12 февраля 1857 — Нарваэс, Рамон Мария, министр-президент Испании герцог Валенсийский
23. 21 мая 1857 — Антонелли, Джакомо, Государственный секретарь Святого Престола
24. 27 мая 1857 — Сергей Александрович, великий князь
25. 16 июня 1857 — Фердинанд Датский, принц Датский
26. 19 июня 1857 — Генрих Гессенский и Прирейнский
27. 17 августа 1857 — Карл Фридрих Густав, принц Баденский
28. 30 августа 1857 — Гагарин, Павел Павлович, действительный тайный советник (затем д.т.с. 1-го класса)
29. 31 октября 1857 — Гребен, Карл фон дер, генерал от кавалерии Пруссии
30. 16 августа 1858 — Виллем (принц Оранский)
31. 16 августа 1858 — Людовико Мария принц Неаполя
32. 30 августа 1858 — Горчаков, Александр Михайлович, Министр иностранных дел Российской империи
33. 17 сентября 1858 — Наполеон Жозеф Бонапарт, принц Французский
34. 26 сентября 1858 — Константин Константинович, великий князь
35. 1859 — Григорий (Постников), митрополит Новгородский и Санкт-Петербургский
36. 3 июня 1859 — Николай Михайлович, великий князь
37. 3 июля 1859 — Абдул-Меджид I, Османский султан
38. 8 сентября 1859 — Мейендорф, Пётр Казимирович, действительный тайный советник
39. 8 сентября 1859 — Барятинский, Александр Иванович, генерал-фельдмаршал
40. 8 сентября 1859 — Сухозанет, Николай Онуфриевич, генерал от артиллерии
41. 26 июля 1860 — Дмитрий Константинович (внук Николая I), великий князь
42. 30 августа 1860 — Филипп Бельгийский, граф Фландрии, принц Бельгии
43. 30 августа 1860 — Апраксин, Степан Фёдорович (1792), генерал от кавалерии
44. 17 сентября 1860 — Павел Александрович, великий князь
45. 13 октября 1860 — Карл Антон Гогенцоллерн-Зигмаринген, последний владетельный князь Гогенцоллерн-Зигмаринген
46. 23 апреля 1861 — Панин, Виктор Никитич, министр юстиции Российской империи
47. 23 апреля 1861 — Чевкин, Константин Владимирович, генерал от инфантерии
48. 12 июня 1861 — Строганов, Сергей Григорьевич (1794), генерал от кавалерии
49. 24 сентября 1861 — Эристов, Георгий Евсеевич, князь, генерал от инфантерии, сенатор
50. 8 ноября 1861 — Михаил Михайлович, великий князь
51. 23 января 1862 — Луиш I, Король Португалии
52. 24 апреля 1862 — Хомутов, Михаил Григорьевич, генерал от кавалерии
53. 27 июля 1862 — Вячеслав Константинович, великий князь
54. 30 августа 1862 — Бруннов, Филипп Иванович, действительный тайный советник
55. 30 августа 1862 — Плаутин, Николай Фёдорович, генерал от кавалерии
56. 17 апреля 1863 — Суворов, Александр Аркадьевич, Санкт-Петербургский военный генерал-губернатор
57. 30 августа 1863 — Георгий Михайлович, великий князь
58. 30 августа 1863 — Муравьёв-Виленский, Михаил Николаевич, Виленский генерал-губернатор
59. 30 августа 1863 — Анненков, Николай Николаевич, генерал от инфантерии
60. 2 сентября 1863 — Людвиг II (король Баварии),
61. 2 сентября 1863 — Август Шведский, принц Шведский и Норвежский
62. 8 сентября 1863 — Граббе, Павел Христофорович, генерал от кавалерии
63. 9 сентября 1863 — Георг I (король Греции), Король Греции
64. 1 января 1864 — Голицын, Александр Михайлович, обер-камергер
65. 25 января 1864 — Пётр Николаевич, великий князь
66. 6 июня 1864 — Александр Прусский, принц Пруссии
67. 6 июня 1864 — Георг Прусский, принц Пруссии
68. 22 июня 1864 — Стефан Франц Австрийский, эрцгерцог Австрийский
69. 14 июля 1864 — Карл Август Саксен-Веймар-Эйзенахский (1844—1894),
70. 2 сентября 1864 — Эрнст Август II Ганноверский, принц Ганноверский
71. 11 сентября 1864 — Вильгельм Гессенский, принц Гессенский и Прирейнский
72. 11 сентября 1864 — Николай Вильгельм Нассауский, принц Нассау
73. 12 сентября 1864 — Вильгельм II (король Вюртемберга)
74. 12 сентября 1864 — Евгений Вюртембергский (1846—1877), принц
75. 12 сентября 1864 — Герман Саксен-Веймар-Эйзенахский, наследный принц
76. 1 октября 1864 — Вильгельм-Кристиан, наследный принц Датский
77. 25 ноября 1864 — Ланн, Луи Наполеон Огюст, герцог де Монтебелло пэр и сенатор Французской Империи
78. январь 1865 — Муравьёв-Карсский, Николай Николаевич, генерала от инфантерии
79. 30 января 1865 — Вердер, Август фон, прусский генерал от инфантерии
80. 15 мая 1865 — Альфред Саксен-Кобург-Готский, принц Великобританский
81. 19 мая 1865 — Людвиг Август Саксен-Кобург-Готский, принц Португалии
82. 19 мая 1865 — Карлуш I, Король Португалии
83. 30 мая 1865 — Наполеон Эжен, титулярный император французов
84. 8 июля 1865 — Канробер, Франсуа, Маршал Франции
85. 1866 — Вильгельм Шлезвиг-Гольштейн-Зондербург-Глюксбург, принц
86. 1866 — Людвиг Виктор Австрийский
87. 27 марта 1866 — Исидор (Никольский), Митрополит Санкт-Петербургский и Новгородский
88. 27 марта 1866 — Арсений (Москвин, Фёдор Павлович), Митрополит Киевский и Галицкий
89. 23 апреля 1866 — Отто I (король Баварии),
90. 30 апреля 1866 — Александр Михайлович (внук Николая I), великий князь
91. 28 октября 1866 — Безак, Александр Павлович, генерал от артиллерии
92. 28 октября 1866 — Коцебу, Павел Евстафьевич, генерал от инфантерии
93. 25 марта 1867 — Игнатьев, Павел Николаевич (генерал), Председатель Комитета министров Российской империи
94. 16 апреля 1867 — Корф, Модест Андреевич, действительный тайный советник
95. 25 мая 1867 — Жомини, Генрих, генерал от инфантерии
96. 5 июня 1867 — Бисмарк, Отто фон, Рейхсканцлер Германской империи
97. 27 июня 1867 — Умберто I, Король Италии
98. 20 октября 1867 — Карл (герцог Глюксбургский),
99. 9 ноября 1867 — Вальян, Жан Батист Филибер, маршал Франции
100. 7 января 1868 — Ольденбургский, Александр Петрович, принц
101. 20 марта 1868 — Реньо де Сен-Жан д’Анжели, Огюст Мишель Этьен, маршал Франции
102. 20 мая 1868 — Николай II, Император Всероссийский
103. 5 октября 1868 — Осуна, Мариано Тельес-Хирон, 12-й герцог Осуна, посол Испании в России
104. 16 марта 1869 — Александр (принц Оранский), принц Нидерландский
105. 9 июня 1869 — Александр Александрович (сын Александра III),
106. 13 октября 1869 — Сергей Михайлович, великий князь
107. 1869 — Евдокимов, Николай Иванович, генерал от инфантерии
108. 1 января 1870 — Литке, Фёдор Петрович, адмирал
109. 1 января 1870 — Армфельт, Александр Густавович, действительный тайный советник
110. 22 июля 1870 — Трубецкой, Николай Иванович, обер-гофмейстер
111. 27 декабря 1870 — Мантейфель, Эдвин Карл Рохус фон, прусский генерал-фельдмаршал
112. 17 апреля 1871 — Абдул-Азиз, Османский султан
113. 28 мая 1871 — Вильгельм II (германский император),
114. 17 июня 1871 — Георгий Александрович, великий князь
115. 21 сентября 1871 — Джамбакуриан-Орбелиани, Григорий Дмитриевич, генерал от инфантерии
116. 29 декабря 1871 — Мольтке, Хельмут Карл Бернхард фон, генерал-фельдмаршал Пруссии
117. 29 декабря 1871 — Таубенгейм, Вильгельм, обер-шталмейстер Вюртембергского Двора
118. 1872 — Насреддин-шах, шах Ирана
119. 16 апреля 1872 — Иннокентий (Вениаминов), митрополит Московский и Коломенский
120. 7 августа 1872 — Вильгельм, эрцгерцог Австрийский,
121. 26 августа 1872 — Генрих Прусский (1862—1929), принц
122. 8 октября 1872 — Генрих XXII Рейсс, владетельный князь
123. 29 января 1873 — Ливен, Вильгельм Карлович, генерал от инфантерии
124. 1873 — Мейендорф, Егор Фёдорович, генерал от кавалерии
125. 1873 — Арнульф Баварский (1852—1907), принц
126. 1873 — Эрнст I Саксен-Альтенбургский, герцог
127. 17 апреля 1874 — Гринвальд, Родион Егорович, генерал от кавалерии
128. 25 ноября (8 декабря) 1874 — Мак-Магон, Патрис де, маршал Франции, экс-президент
129. 31 декабря 1874 — Фундуклей, Иван Иванович, действительный тайный советник
130. 1874 — Иоганн Альберт Мекленбург-Шверинский, герцог Мекленбург-Шверина
131. 1874 — Пауль Фридрих Мекленбург-Шверинский, герцог Мекленбург-Шверина
132. 1874 — Фридрих Франц III (великий герцог Мекленбург-Шверина)
133. 1874 — Андраши, Дьюла Министр иностранных дел Австро-Венгрии
134. 11 января 1874 — Адлерберг, Александр Владимирович, генерал от инфантерии
135. 8 мая 1874 — Евгений Эрдман, герцог Вюртембергский
136. 29 мая 1874 — Гогенлоэ, Хлодвиг, 3-й Рейхсканцлер Германской империи
137. 29 июня 1874 — Грюнне, Карл Людвиг, адъютант императора Франца-Иосифа I
138. 30 августа 1874 — Долгоруков, Владимир Андреевич, генерал от кавалерии
139. 30 августа 1874 — Милютин, Дмитрий Алексеевич, генерал от инфантерии, затем граф и генерал-фельдмаршал
140. 28 мая (10 июня) 1875 — Шлейниц, Александр фон, министр иностранных дел Пруссии
141. 28 мая (10 июня) 1875 — Редерн, Вильгельм фон, камергер, граф
142. 30 августа 1875 — Баранцов, Александр Алексеевич, генерал от артиллерии
143. 1875 — Гильденштуббе, Александр Иванович, генерал от инфантерии
144. 31 августа 1875 — Александр Владимирович, великий князь 1875—1877
145. 30 ноября 1875 — Рамзай, Эдуард Андреевич, генерал от инфантерии
146. 30 декабря 1875 — Алексей Михайлович (великий князь)
147. 7 ноября 1876 — Кирилл Владимирович, великий князь
148. 1876 — Зиновьев, Николай Васильевич, Генерал от инфантерии
149. 1877 — Фридрих Вильгельм II (великий герцог Мекленбург-Стрелица),
150. 17 апреля 1877 — Валуев, Пётр Александрович, действительный тайный советник
151. 29 ноября 1877 — Кароль I, 1-й Король Румынии
152. 1878 — Веймарн, Александр Фёдорович, действительный тайный советник
153. 1878 — Фредерик VIII, король Дании
154. 1878 — Вальдемар, принц Дании,
155. 1878 — Фридрих Леопольд Прусский, принц Прусский
156. 1878 — Кауфман, Константин Петрович, инженер-генерал
157. 1 января 1878 — Баранов, Эдуард Трофимович, генерал от инфантерии
158. 11 января 1878 — Борис Владимирович (великий князь),
159. 7 июля 1878 — Рейтерн, Михаил Христофорович, Министр финансов Российской империи
160. 30 августа 1878 — Тотлебен, Эдуард Иванович, инженер-генерал
161. 30 августа 1878 — Гейден, Фёдор Логгинович, генерал от инфантерии
162. 8 октября 1878 — Рудольф (кронпринц Австрии),
163. 8 октября 1878 — Фридрих Австрийский, герцог Тешенский,
164. 10 декабря 1878 — Михаил Александрович (сын Александра III), великий князь
165. 19 февраля 1879 - Ле Фло, Адольф, генерал-майор, посол Франции в Российской империи
166. 1879 — Леопольд, герцог Олбани, принц Великобританский
167. 1879 — Император Мэйдзи, император Японии
168. 1879 — Альфонсо XII Умиротворитель, Король Испании
169. 1879 — Амадей I (король Испании), Король Испании
170. 1879 — Артур, герцог Коннаутский, принц Великобританский
171. 1879 — Георг, герцог Кембриджский
172. 12 июня 1879 — Андрей Владимирович (великий князь)
173. 5 октября 1879 — Новосильский, Фёдор Михайлович, адмирал
174. 30 августа 1880 — Хрептович, Михаил Иринеевич, действительный тайный советник
175. 30 августа 1880 — Лорис-Меликов, Михаил Тариэлович, Министр внутренних дел Российской империи
176. 1881 — Густав V, Король Шведов, Готов и Вендов
177. 1881 — Карл Шведский, герцог Вестергётландский
178. 1881 — Бернадот, Оскар герцог Готландский
179. ? — Захаржевский, Яков Васильевич, генерал от артиллерии
180. ? — Александр Баттенберг, первый князь Болгарии
181. ? — Карл Фердинанд Бурбон-Сицилийский, принц Королевства Обеих Сицилий

## Царствование Александра III
Члены императорского дома
1. 15 мая 1883 — Мария Фёдоровна, императрица
2. 1891 — Дмитрий Павлович, великий князь

Российские военные
1. 6 октября 1881 — Строганов, Александр Григорьевич, генерал от артиллерии, генерал-губернатор
2. 6 октября 1881 — Метлин, Николай Фёдорович, адмирал
3. 15 мая 1883 — Гейден, Логин Логинович, адмирал
4. 15 мая 1883 — Лутковский, Иван Сергеевич, генерал от артиллерии
5. 15 мая 1883 — Меликов, Леван Иванович, генерал от кавалерии
6. 15 мая 1883 — Путятин, Евфимий Васильевич, адмирал, бывший министр народного просвещения
7. 1886 — Глинка-Маврин, Борис Григорьевич, генерал от инфантерии
8. 1886 — Бистром, Родриг Григорьевич, генерал от инфантерии
9. 1887 — Веригин, Александр Иванович, генерал от инфантерии, бывший генерал-квартирмейстер
10. 29 декабря 1887 — Тимашев, Александр Егорович, генерал от кавалерии, бывший министр внутренних дел
11. 16 марта 1888 — Дрентельн, Александр Романович, генерал от инфантерии, генерал-губернатор
12. 13 октября 1888 — Дондуков-Корсаков, Александр Михайлович, генерал от кавалерии, главноначальствующий на Кавказе
13. 4 августа 1889 — Исаков, Николай Васильевич, генерал от инфантерии
14. 30 августа 1892 — Резвой, Орест Павлович, генерал от артиллерии

Высшие чиновники Российской империи
1. 29 декабря 1882 — Урусов, Сергей Николаевич, д.т.с., председатель департамента законов.
2. 15 мая 1883 — Делянов, Иван Давыдович, д.т.с., министр народного просвещения
3. 15 мая 1883 — Титов, Владимир Павлович, д.т.с., председатель департамента гражданских и духовных дел
4. 15 мая 1883 — Толстой, Дмитрий Андреевич, д.т.с., министр внутренних дел
5. 15 мая 1883 — Платон (Городецкий), митрополит Киевский и Галицкий
6. 27 декабря 1886 — Николаи, Александр Павлович, д.т.с., председатель департамента законов, бывший министр просвещения
7. 9 апреля 1889 — Абаза, Александр Агеевич, д.т.с., председатель департамента экономии, бывший министр финансов
8. 25 сентября 1889 — Лобанов-Ростовский, Алексей Борисович, д.т.с., посол в Австрии, будущий министр иностранных дел
9. 3 января 1894 — Гирс, Николай Карлович, д.т.с., министр иностранных дел
10. 3 января 1894 — Убри, Павел Петрович, д.т.с., бывший посол в Германии

Иностранные монархи и члены их семей
1. 1883 — Милан I Обренович, король Сербии
2. 27 апреля 1884 — Мориц Саксен-Альтенбургский
3. 1885 — Иоганн Зондербург-Глюксбургский
4. 1886 — Антуан Орлеанский, герцог де Монпансье
5. 1886 — Хуан, граф Монтисон
6. 1887 — Чулалонгкорн, король Сиама
7. 8 июня 1887 — принц Константин Греческий (будущий король)
8. 11 августа 1888 — принц Христофор Греческий
9. 1889 — Никола I Петрович, князь (впоследствии король) Черногории
10. 26 февраля 1889 — Эрнст Людвиг (великий герцог Гессенский)
11. 1891 — Адольф Фридрих V Мекленбургский
12. 1891 — Франц Фердинанд, эрцгерцог австрийский
13. 1893 — Александр I Карагеоргиевич, будущий король Югославии
14. 9 августа 1893 — Георг V, будущий король Великобритании
15. 1893 — Александр Обренович, король Сербии
16. 8 августа 1894 — Кристиан X, король Дании
17. ? — Эдвард Саксен-Веймар-Эйзенахский
18. ? — принц Альбрехт Прусский

Иностранные подданные
1. 7 июля 1888 — Папе, Александр Август Вильгельм фон, прусский фельдмаршал
2. 18 марта 1891 — Карно, Мари Франсуа Сади, президент Франции
3. 22 декабря 1892 — Швейниц, Ганс Лотар, посол Пруссии в России
4. 8 апреля 1894 — Каприви, Лео фон, канцлер Германской империи
5. 16 октября 1894 — Волькенштейн-Тростбург, Антон Карл фон, посол Австрии в России

## Царствование Николая II
1. 14 ноября 1894 — Георг, граф Корфский, Верховный комиссар Критского государства
2. 14 ноября 1894 — Альбрехт Вюртембергский, герцог
3. 14 ноября 1894 — Луитпольд Баварский, Принц-регент Баварии
4. 14 ноября 1894 — Людвиг III (король Баварии)
5. 14 ноября 1894 — Свасти Собхон, принц Сиамский
6. 14 ноября 1894 — Фердинанд I (король Румынии)
7. 14 ноября 1894 — Фридрих Август III (король Саксонии)
8. 14 ноября 1894 — Вильгельм IV (великий герцог Люксембургский)
9. 14 ноября 1894 — Евгений Шведский, герцог Нерке
10. 6 декабря 1894 — Сольский, Дмитрий Мартынович, действительный тайный советник 1-го класса (1904 — бриллиантовые знаки ордена)
11. 1895 — Хримян, Мкртич, 125-й Католикос всех армян
12. 3 января 1895 — Ганецкий, Николай Степанович, генерал от инфантерии
13. 11 января 1895 — Ванновский, Пётр Семёнович, генерал от инфантерии
14. 11 января 1895 — Грот, Константин Карлович, действительный тайный советник
15. 8 марта 1895 — Вердер, Бернгард Франц Вильгельм, посол Германии в России
16. 12 мая 1895 — Иоанникий (Руднев), Митрополит Киевский и Галицкий
17. 17 мая 1895 — Набоков, Дмитрий Николаевич, действительный тайный советник
18. 17 мая 1895 — Фор, Феликс, Президент Франции
19. 30 июня 1895 — Святополк-Мирский, Дмитрий Иванович, генерал от инфантерии
20. 1896 — Фридрих Август II Ольденбургский, великий герцог
21. 14 мая 1896 — Александра Фёдоровна (жена Николая II), императрица
22. 14 мая 1896 — Волков, Пётр Николаевич, генерал от кавалерии
23. 14 мая 1896 — Гурко, Иосиф Владимирович, генерал-фельдмаршал
24. 14 мая 1896 — Семека, Владимир Саввич, генерал от инфантерии
25. 14 мая 1896 — Воронцов-Дашков, Илларион Иванович, генерал от кавалерии (11.08.1904 — бриллиантовые знаки ордена)
26. 14 мая 1896 — Игнатьев, Николай Павлович, генерал от инфантерии
27. 14 мая 1896 — Кауфман, Михаил Петрович, инженер-генерал
28. 14 мая 1896 — Костанда, Апостол Спиридонович, генерал от артиллерии
29. 14 мая 1896 — Мещеринов, Григорий Васильевич, генерал от инфантерии
30. 14 мая 1896 — Обручев, Николай Николаевич, генерал от инфантерии
31. 14 мая 1896 — Пален, Константин Иванович, действительный тайный советник
32. 14 мая 1896 — Посьет, Константин Николаевич, адмирал
33. 14 мая 1896 — Рихтер, Оттон Борисович, генерал от инфантерии (11.08.1904 — бриллиантовые знаки ордена)
34. 14 мая 1896 — Софиано, Леонид Петрович, генерал от артиллерии
35. 14 мая 1896 — Шувалов, Павел Андреевич (1830), генерал от инфантерии
36. 8 июля 1896 — Гуансюй, император Китая
37. 28 сентября 1896 — Бернгард III (герцог Саксен-Мейнингена),
38. 1896 — Палладий (Раев), Митрополит Санкт-Петербургский и Ладожский
39. 1897 — Романов, Андрей Александрович (1897—1981), князь императорской крови
40. 7 января 1897 — Стояновский, Николай Иванович, действительный тайный советник
41. 1898 — Ганке, Вильгельм фон, прусский фельдмаршал
42. 1898 — Голуховский, Агенор Мария (Младший), министр иностранных дел Австро-Венгрии
43. 1898 — Султанов, Мухамедьяр Мухаметшарипович, 5-й Муфтий, Председатель Оренбургского магометанского духовного собрания
44. 13 июня 1898 — Чертков, Михаил Иванович, генерал от кавалерии
45. 10 августа 1898 — Победоносцев, Константин Петрович, действительный тайный советник
46. 18 ноября 1898 — Перелешин, Павел Александрович, адмирал
47. 1899 — Лубе, Эмиль, Президент Франции
48. 1899 — Романов, Фёдор Александрович, князь императорской крови
49. 1899 — Евгений Австрийский, эрцгерцог
50. 18 апреля 1899 — Нарышкин, Эммануил Дмитриевич, Обер-камергер
51. 26 апреля 1899 — Островский, Михаил Николаевич, действительный тайный советник
52. 1900 — принц Рудольф фон Лихтенштейн, оберст-гофмейстер Австрии
53. 1900 — Бонапарт, Луи Наполеон Жозеф Жером, принц Французской Империи
54. 1900 — Мирза Азгер Али Хан, великий визирь Персии
55. 23 января 1900 — Романов, Никита Александрович, князь императорской крови
56. 1901 — Вильгельм Эрнст Саксен-Веймар-Эйзенахский, последний великий герцог Саксен-Веймар-Эйзенахский
57. 1901 — Георгий Георгиевич Мекленбург-Стрелицкий, герцог
58. 1901 — Михаил Георгиевич (герцог Мекленбург-Стрелицкий),
59. 1901 — Эйленбург, обер-гофмаршал Германии
60. 1 января 1901 — Мусин-Пушкин, Александр Иванович (1827), генерал от кавалерии
61. 27 июля 1901 — Ольденбургский, Пётр Александрович, принц
62. август 1901 — Романов, Дмитрий Александрович, князь императорской крови
63. 20 ноября 1901 — Александр Георгиевич, 7-й герцог Лейхтенбергский, герцог Лейхтенбергский
64. 22 ноября 1901 — Вальдерзее, Альфред фон, прусский генерал-фельдмаршал
65. 6 декабря 1901 — Драгомиров, Михаил Иванович, генерал от инфантерии
66. 1902 — Альфонсо XIII, Король Испании
67. 1902 — Коджон, император Кореи
68. 1902 — Мозафереддин-шах Каджар, Шах Ирана
69. 1902 — Николай (принц Греческий и Датский)
70. 16 мая 1902 — Гедеонов, Иван Михайлович, Генерал от инфантерии
71. 20 июня 1902 — Ёсихито, наследный принц Японии
72. 19 августа 1902 — Стааль, Егор Егорович, Действительный тайный советник
73. 13 ноября 1902 — Романов, Ростислав Александрович, Князь императорской крови
74. 28 декабря 1902 — Дурново, Иван Николаевич, Действительный тайный советник
75. 13 мая 1903 — Фриш, Эдуард Васильевич, Действительный тайный советник
76. 1903 — Андрей Греческий, королевич
77. 1903 — Монтбелло, Гюстав Луи Ланн, посол Франции в России
78. 1903 — Отто Франц (эрцгерцог Австрии)
79. 1903 — Цеэ, Василий Андреевич, Действительный тайный советник
80. 1904 — Есипович, Яков Григорьевич, Действительный тайный советник
81. 1904 — Алексей Николаевич, Наследник Цесаревич и Великий Князь
82. 1905 — Адальберт Фердинанд Прусский, принц прусский
83. 1905 — Вильгельм (кронпринц Прусский)
84. 1905 — Нелидов, Александр Иванович, Действительный тайный советник
85. 1905 — Мохаммад Али-шах, Шах Ирана
86. 1906 — Франц I (князь Лихтенштейна), посол Австро-Венгрии в России
87. 7 февраля 1906 — Протасов-Бахметев, Николай Алексеевич, генерал от кавалерии
88. 1907 — Фердинанд I (царь Болгарии),
89. 1907 — Борис III, принц Болгарии
90. 1907 — Максимилиан Баденский, Рейхсканцлер Германской империи
91. 1907 — Фридрих II (великий герцог Баденский)
92. 1907 — Эренталь, Алоиз фон, Министр иностранных дел Австро-Венгрии
93. 1907 — Романов, Гавриил Константинович, Князь императорской крови
94. 1907 — Романов, Иоанн Константинович, Князь императорской крови
95. 25 октября 1907 — Хокон VII, Король Норвегии
96. 1908 — Янышев, Иоанн Леонтьевич, протопресвитера придворного духовенства
97. 1908 — Бюлов, Бернгард фон, 4-й Рейхсканцлер Германской империи
98. 25 марта 1908 — Фредерикс, Владимир Борисович, Генерал от кавалерии
99. 17 мая 1908 — Мануэл II, Король Португалии
100. 11 октября 1908 — Сеид-Абдул-Ахад-Хан, эмир Бухары
101. 1909 — Людвиг Александр Баттенберг, 1-й маркиз Милфорд-Хейвен
102. 1909 — Фальер, Арман, Президент Франции
103. 15 апреля 1909 — Айсиньгёро Цзайфэн, регент Китая
104. 19 апреля 1909 — Эрнст II Саксен-Альтенбургский, последний владетельный герцог Саксен-Альтенбургский
105. 13 мая 1909 — Зиновьев, Иван Алексеевич (дипломат), Действительный тайный советник
106. 13 мая 1909 — Куниёси, принц Японии дом Куни
107. 13 мая 1909 — Моримаса, принц Японии дом Нашимото
108. 29 мая 1909 — Вильгельм, герцог Сёдерманландский, принц Шведский
109. 29 мая 1909 — Густав VI Адольф, Король Шведов, Готов и Вендов
110. 29 мая 1909 — Фернандо Баварский, инфант Испанский принц Баварский
111. 26 октября 1909 — Эссен, Фридрих, гофмаршал шведского двора
112. 20 марта 1910 — Пётр I Карагеоргиевич, Король Сербии
113. 24 марта 1910 — Принц Хироясу, принц Японии дом Фусими
114. 24 марта 1910 — Така, принц Японии дом Куни
115. 12 мая 1910 — Умберто II, король Италии
116. 14 мая 1910 — Саданару, принц Японии дом Фусими
117. 26 августа 1910 — Романов, Константин Константинович (младший), князь императорской крови
118. 11 августа 1910 — Джолитти, Джованни, Председатель Совета министров Италии
119. 17 августа 1910 — Данило II Петрович-Негош, Кронпринц Черногории
120. 27 октября 1910 — Бетман-Гольвег, Теобальд фон, 5-й Рейхсканцлер Германской империи
121. 12 декабря 1910 — Остен-Сакен, Николай Дмитриевич, Действительный тайный советник
122. 31 декабря 1910 — Эйтель Фридрих Прусский, принц Прусский
123. 1911 — Гойнинген-Гюне, Александр Фёдорович, Действительный тайный советник
124. 19 февраля 1911 — Семёнов-Тян-Шанский, Пётр Петрович, Действительный тайный советник
125. 27 июня 1912 — Куломзин, Анатолий Николаевич, действительный тайный советник
126. 1912 — Сергей Георгиевич, 8-й герцог Лейхтенбергский[1]
127. 1912 — Пилкин, Константин Павлович, адмирал
128. 1912 — Плессен, Ганс фон, генерал от инфантерии Германии
129. 1 января 1912 — Рерберг, Пётр Фёдорович, инженер-генерал
130. 6 марта 1913 — Татищев, Иван Дмитриевич, генерал от инфантерии
131. 26 апреля 1913 — Рооп, Христофор Христофорович, генерал от инфантерии
132. 1 мая 1913 — Флавиан (Городецкий), Митрополит Киевский и Галицкий
133. 5 июня 1913 — Романов, Олег Константинович, князь императорской крови
134. 12 января 1914 — Пуанкаре, Раймон, Президент Франции
135. 12 января 1914 — Делькассе, Теофиль, Посол в Петербурге министр иностранных дел Франции
136. 16 января 1914 — Август Вильгельм Прусский (1887—1949), принц Прусский
137. 16 января 1914 — Эрнст Август Брауншвейгский, герцог
138. 6 мая 1915 — Горемыкин, Иван Логгинович, действительный тайный советник 1-го класса
139. 11 июня 1915 — Петров, Николай Павлович (учёный), инженер-генерал
140. 12 января 1916 — Галкин-Враской, Михаил Николаевич, Действительный тайный советник
141. 27 сентября 1916 — Хирохито, наследный принц Японии
142. сентября 1916 — Принц Котохито, 6-й представитель одной из младших ветвей японской императорской фамилии
143. 29 декабря 1916 — Романов, Роман Петрович, князь императорской крови
144. 27 января 1917 — Фредерик IX, Король Дании
145. ? — Султан Ахмад-шах, шах Ирана
146. ? — Альберт I (король Бельгии)
147. ? — Виктор Эммануил III